# Lamiinae
De Lamiinae vormen een onderfamilie van kevers uit de familie van de boktorren (Cerambycidae).

## Geslachten
De Lamiinae omvatten de volgende geslachten:
- Abanycha Martins & Galileo, 1997
- Abaraeus Jordan, 1903
- Abatocera Thomson, 1878
- Abryna Newman, 1842
- Abycendaua Martins & Galileo, 1992
- Acabanga Martins & Galileo, 1991
- Acaiatuca Martins & Galileo, 1992
- Acaiu Galileo & Martins, 2005
- Acakyra Martins & Galileo, 1996
- Acalolepta Pascoe, 1858
- Acanista Pascoe, 1864
- Acanthesthes Kolbe, 1894
- Acanthetaxalus Breuning, 1961
- Acanthocinus Dejean, 1821
- Acanthoderes Audinet-Serville, 1835
- Acanthodoxus Martins & Monné, 1974
- Acanthosybra Breuning, 1939
- Acanthotritus White, 1855
- Acapiata Galileo & Martins, 2005
- Acartus Fåhraeus, 1872
- Acasanga Martins & Galileo, 1991
- Acaua Martins & Galileo, 1995
- Acestrilla Bates, 1885
- Achthophora Newman, 1842
- Acmocera Dejean, 1835
- Aconodes Pascoe, 1857
- Aconopteroides Breuning, 1959
- Aconopterus Blanchard in Gay, 1851
- Acrepidopterum Fisher, 1926
- Acridocephala Chevrolat, 1855
- Acridocera Jordan, 1903
- Acridoschema Thomson, 1858
- Acrocinus Illiger, 1806
- Acronia Westwood, 1863
- Acronioglenea Breuning, 1974
- Aderpas Thomson, 1864
- Adesmiella Lane, 1959
- Adesmoides Zajciw, 1967
- Adesmus Lepeletier & Audinet-Serville, 1825
- Adetus LeConte, 1852
- Adjinga Pic, 1926
- Adriopea Broun, 1910
- Aegocidnexocentrus Breuning, 1957
- Aegomorphus Haldeman, 1847
- Aegoprepes Pascoe, 1871
- Aegoschema Aurivillius, 1923
- Aemocia Thomson, 1864
- Aerenea Thomson, 1857
- Aerenica Dejean, 1835
- Aerenicella Gilmour, 1962
- Aerenicopsis Bates, 1885
- Aereniphaula Galileo & Martins, 1990
- Aerenomera Gilmour, 1962
- Aesopida Thomson, 1864
- Aethalodes Gahan, 1888
- Aethiopia Aurivillius, 1911
- Aetholopus Pascoe, 1865
- Agapanthia Audinet-Serville, 1835
- Agapanthiola Ganglbauer, 1900
- Agaritha Dillon & Dillon, 1945
- Agelasta Newman, 1842
- Agnia Newman, 1842
- Agniohammus Breuning, 1936
- Agnioides Breuning, 1956
- Agniolamia Breuning, 1944
- Agniolophia Breuning, 1938
- Agniomorpha Breuning, 1935
- Agniopsis Breuning, 1936
- Agnoderus Thomson, 1864
- Agranolamia Báguena, 1952
- Alampyris Bates, 1881
- Albana Mulsant, 1846
- Albapomecyna Breuning, 1980
- Alcathousiella Monné, 2005
- Alcathousites Gilmour, 1962
- Alcidion Sturm, 1843
- Aletretiopsis Breuning, 1940
- Alexera Dillon & Dillon, 1945
- Aliboron Thomson, 1864
- Alidopsis Breuning, 1954
- Alidus Gahan, 1893
- Alloeomorphus Monné M. L. & Monné M. A., 2011
- Allomicrus Gahan, 1893
- Alluaudia Lameere, 1893
- Alphinellus Bates, 1881
- Alphomorphus Linsley, 1935
- Alphus White, 1855
- Amapanesia Martins & Galileo, 1996
- Amblesthidopsis Aurivillius, 1921
- Amblymora Pascoe, 1867
- Amblymoropsis Breuning, 1958
- Amblysaphes Bates, 1885
- Amechana Thomson, 1864
- Ametacyna Hüdepohl, 1995
- Amillarus Thomson, 1857
- Amniscites Gilmour, 1957
- Amniscus Dejean, 1835
- Amphicnaeia Bates, 1866
- Amphoecus Montrouzier, 1861
- Amplitempora Giesbert, 1996
- Amymoma Pascoe, 1866
- Anacasta Aurivillius, 1916
- Anachariesthes Müller, 1949
- Anaches Pascoe, 1865
- Anaespogonius Gressitt, 1938
- Anaesthetis Dejean, 1835
- Anaesthetobrium Pic, 1923
- Anagelasta Pic, 1925
- Anamera Thomson, 1864
- Anameromorpha Pic, 1923
- Anancylus Thomson, 1864
- Anandra Thomson, 1864
- Anapausa Thomson, 1864
- Anapausoides Breuning, 1973
- Anaplagiomus Teocchi, 1994
- Anasillus Marinoni & Martins, 1978
- Anastathes Gahan, 1901
- Anatragoides Breuning, 1938
- Anatragus Kolbe, 1897
- Anauxesida Jordan, 1894
- Anauxesis Thomson, 1857
- Ancornallis Fisher, 1935
- Ancylistes Chevrolat, 1863
- Ancylonotopsis Breuning, 1938
- Ancylonotus Dejean, 1835
- Anerpa Gahan, 1907
- Anexodus Pascoe, 1886
- Anhammus Thomson, 1860
- Anipocregyes Breuning, 1939
- Anisocerus Lacordaire, 1830
- Anisolophia Melzer, 1935
- Anisopeplus Melzer, 1935
- Anisopodesthes Melzer, 1931
- Anisopodus White, 1855
- Annamanum Pic, 1925
- Anobrium Belon, 1902
- Anomonotes Heller, 1917
- Anoplophora Hope, 1839
- Anoplophoroides Breuning, 1980
- Anoreina Bates, 1861
- Antecrurisa Gilmour, 1960
- Antennaerenea Breuning, 1979
- Antennexocentrus Breuning, 1957
- Antennohyllisia Breuning, 1963
- Antennopothyne Hüdepohl, 1990
- Anthores Pascoe, 1869
- Antodice Thomson, 1864
- Antodilanea Gilmour, 1962
- Anxylotoles Fisher, 1935
- Apagomera Bates, 1881
- Apagomerella Gilmour, 1962
- Apagomerina Gilmour, 1962
- Apalimnodes Franz, 1966
- Apamauta Thomson, 1868
- Aparescus Kolbe, 1900
- Apatelarthron Thomson, 1864
- Apeba Martins & Galileo, 1991
- Apebusu Martins & Galileo, 2004
- Apechthes Thomson, 1861
- Aphalanthus Kolbe, 1893
- Aphilesthes Bates, 1881
- Aphronastes Fairmaire, 1896
- Aplanodema Teocchi, 2000
- Apoaerenica Martins & Galileo, 1985
- Apocoptoma Thomson, 1857
- Apodasya Pascoe, 1863
- Apomecyna Latreille, 1829
- Apomecynoides Breuning, 1950
- Apomempsis Pascoe, 1864
- Apomempsoides Breuning, 1950
- Apophaula Lane, 1973
- Apriona Chevrolat, 1852
- Aprionella Gilmour, 1959
- Aprophata Pascoe, 1862
- Aprosopus Guérin-Méneville, 1844
- Apteralcidion Hovore, 1992
- Apterapomecyna Breuning, 1970
- Apteroleiopus Breuning, 1955
- Apypema Galileo & Martins, 1992
- Apyratuca Galileo & Martins, 2006
- Arachneosomatidia Sudre, 2001
- Arachnoparmena Murzin, 1988
- Aragea Hayashi, 1953
- Archidice Thomson, 1864
- Arctolamia Gestro, 1888
- Arhopaloscelis Murzin, Danilevsky & Lobanov, 1981
- Arianida Fairmaire, 1903
- Aristobia Thomson, 1868
- Arixiuna Martins & Galileo, 1992
- Armatosterna Jordan, 1894
- Arrhenotoides Breuning, 1945
- Asaperda Bates, 1873
- Asaperdina Breuning, 1975
- Assinia Lameere, 1893
- Astyleiopus Dillon, 1956
- Astylidius Casey, 1913
- Astylopsis Casey, 1913
- Astynoscelis Pic, 1904
- Asyngenes Bates, 1880
- Ataxia Haldeman, 1847
- Atelais Pascoe, 1867
- Atelodesmis Buquet, 1857
- Atelographus Melzer, 1927
- Ateralphus Restello, Iannuzzi & Marinoni, 2001
- Athemistus Pascoe, 1859
- Athylia Pascoe, 1864
- Atimiliopsis Breuning, 1974
- Atimiola Bates, 1880
- Atimura Pascoe, 1863
- Atrichocera Aurivillius, 1911
- Atrypanius Bates, 1864
- Atybe Pascoe, 1864
- Aulaconotopsis Breuning, 1940
- Aulaconotus Thomson, 1864
- Auriolus Lepesme, 1947
- Australiorondonia Breuning, 1982
- Australoleiopus Breuning, 1970
- Australothelais Breuning, 1963
- Austrosomatidia McKeown, 1945
- Auxa Pascoe, 1860
- Azygocera Aurivillius, 1920
- Bacchisa Pascoe, 1867
- Bactriola Bates, 1885
- Bacuris Gounelle, 1906
- Badenella Lane, 1964
- Baecacanthus Monné, 1975
- Baliesthes Gahan, 1894
- Baliesthoides Breuning, 1958
- Bangalaia Duvivier, 1890
- Bangaloides Breuning & Teocchi, 1975
- Baraeomimus Breuning, 1973
- Baraeus Thomson, 1858
- Baryssiniella Berkov & Monné, 2010
- Baryssinus Bates, 1864
- Batesbeltia Lane, 1964
- Batocera Dejean, 1835
- Batomena Bates, 1884
- Batrachorhina Chevrolat, 1842
- Baudona Breuning, 1963
- Bebelis Thomson, 1864
- Belodasys Breuning, 1954
- Beloderoides Breuning, 1940
- Beloesthes Thomson, 1864
- Berningerus Lepesme & Breuning, 1955
- Biasmia Pascoe, 1864
- Bifidunguiglenea Lin & Tavakilian, 2012
- Biobessa Gahan, 1898
- Biobessoides Teocchi, 1992
- Bisaltes Thomson, 1868
- Bityle Pascoe, 1865
- Bixadoides Breuning, 1966
- Bixadus Pascoe, 1868
- Blabia Thomson, 1864
- Blabicentrus Bates, 1866
- Blamada Lin & Holzschuh, 2013
- Blapsilon Pascoe, 1860
- Blaxotes Mckeown, 1945
- Blepephaeopsis Breuning, 1938
- Blepephaeus Pascoe, 1866
- Blepisanis Pascoe, 1867
- Bocainella Monné M. L. & Monné M. A., 2008
- Boninella Gressitt, 1956
- Boninoleiops Hasegawa & Makihara, 2001
- Bonipogonius Kusama, 1974
- Boricyrtinus Micheli, 2003
- Bornestathes Vives & Heffern, 2012
- Bourbonia Jordan, 1894
- Brachaciptera Lea, 1917
- Brachyale Breuning, 1963
- Brachychilus Blanchard in Gay, 1851
- Brachyhammus Kolbe, 1900
- Brachynarthron Breuning, 1956
- Brachyolene Aurivillius, 1914
- Brachyolenecamptus Breuning, 1948
- Brachyrhabdus Aurivillius, 1917
- Brachysybra Breuning, 1940
- Brachytritus Quedenfeldt, 1882
- Brasiliosoma Breuning, 1960
- Breuningiana Strand, 1936
- Brevoxathres Gilmour, 1959
- Brimidius Breuning, 1936
- Brimopsis Breuning, 1942
- Brimus Pascoe, 1862
- Bucoides Dillon & Dillon, 1945
- Bucynthia Pascoe, 1866
- Bulbolmotega Breuning, 1966
- Bulborhodopis Breuning, 1948
- Bumetopia Pascoe, 1858
- Buprestomorpha Thomson, 1861
- Butocrysa Thomson, 1868
- Bybe Pascoe, 1866
- Bybeana Hüdepohl, 1996
- Cabreuva Martins & Galileo, 1992
- Cacia Newman, 1842
- Caciella Breuning, 1936
- Caciomorpha Thomson, 1864
- Cacostola Fairmaire & Germain, 1859
- Cacsius Lane, 1973
- Cacupira Martins & Galileo, 1991
- Cagosima Thomson, 1864
- Cairnsia Blackburn, 1895
- Calamobius Guérin-Méneville, 1847
- Caledoamblymora Sudre & Mille, 2013
- Caledocentrus Cazères & Sudre, 2010
- Caledomicrus Vives & al., 2011
- Calezygocera Vives & Sudre, 2013
- Callanga Lane, 1973
- Callapoecoides Breuning, 1978
- Callapoecus Bates, 1884
- Callia Audinet-Serville, 1835
- Callimation Blanchard, 1844
- Callimetopoides Breuning, 1981
- Callimetopus Blanchard, 1853
- Callipero Bates, 1864
- Calliphaula Lane, 1973
- Callipogonius Linsley, 1935
- Callipyrga Newman, 1842
- Callomecyna Tippmann, 1955
- Callundine Thomson, 1879
- Calocosmus Chevrolat, 1862
- Calolamia Tippmann, 1953
- Calothyrza Thomson, 1868
- Camixaima Martins & Galileo, 1996
- Camposiellina Monné, 2005
- Canarana Martins & Galileo, 1992
- Canidia Thomson, 1857
- Caparmena Sudre & Teocchi, 2002
- Capillicornis Galileo & Martins, 2012
- Capitocrassus Van Eecke, 1921
- Cardoria Mulsant, 1862
- Carenesycha Martins & Galileo, 1990
- Carinoclodia Breuning, 1959
- Cariua Martins & Galileo, 2008
- Carneades Bates, 1869
- Caroliniella Blair, 1940
- Carpheolus Bates, 1885
- Carphina Bates, 1872
- Carphontes Bates, 1881
- Carterica Pascoe, 1858
- Catafimbria Aurivillius, 1922
- Catapausa Aurivillius, 1908
- Catharesthes Bates, 1881
- Cathetopteron Hamilton, 1896
- Cathexis Thomson, 1860
- Catognatha Blanchard in Gay, 1851
- Catuaba Martins & Galileo, 2003
- Catuana Martins & Galileo, 2008
- Cauca Lane, 1970
- Cazeresellipsis Sudre & Bordon, 2013
- Cedemon Gahan, 1890
- Ceiupaba Martins & Galileo, 1998
- Cendiuna Galileo & Martins, 1991
- Cenodocus Thomson, 1864
- Centruroides Breuning, 1940
- Centruropsis Breuning, 1950
- Cephalenicodes Breuning, 1953
- Cephalodina Bates, 1881
- Ceraegidion Boisduval, 1835
- Cerambyx Linné, 1758
- Cereopsius Pascoe, 1862
- Ceroplesis Audinet-Serville, 1835
- Cerosterna Dejean, 1835
- Cervoglenea Gressitt, 1951
- Cesonium Dillon & Dillon, 1959
- Ceylanoparmena Breuning, 1971
- Ceylanosybra Breuning, 1975
- Chaetacanthidius Gilmour, 1948
- Chaetacosta Gilmour, 1961
- Chalastinus Bates, 1862
- Chapareia Lane, 1950
- Chariesthes Chevrolat, 1858
- Chariesthoides Breuning, 1938
- Chemsakiellus Villiers, 1982
- Cherentes Gounelle, 1906
- Chitron Dillon & Dillon, 1945
- Chlorisanis Pascoe, 1867
- Choeromorpha Chevrolat, 1843
- Chreomisis Breuning, 1956
- Chrysaperda Bates, 1881
- Chydaeopsis Pascoe, 1864
- Chyptodes Dillon & Dillon, 1941
- Cicatripraonetha Breuning, 1980
- Cicatrisestola Breuning, 1947
- Cicatrisestoloides Breuning & Heyrovsky, 1964
- Cicatrodea Dillon & Dillon, 1946
- Cicuiara Galileo & Martins, 1996
- Cincinnata Jordan, 1894
- Cinctohammus Dillon & Dillon, 1959
- Cipriscola Dillon & Dillon, 1945
- Cirrhicera Thomson, 1857
- Clavemeopodus Breuning, 1969
- Clavenicodes Breuning, 1953
- Clavidesmus Dillon & Dillon, 1945
- Clavisybra Breuning, 1943
- Clavoserixia Breuning, 1954
- Cleodoxus Thomson, 1864
- Cleonaria Thomson, 1864
- Cleptometopus Thomson, 1864
- Cleptonotus Breuning, 1950
- Cleptosoma Breuning, 1950
- Clermontia Pic, 1927
- Clodia Pascoe, 1864
- Cloniocerus Dejean, 1835
- Clytosemia Bates, 1884
- Clytraschema Thomson, 1857
- Clyzomedus Pascoe, 1865
- Cnemolia Jordan, 1903
- Cnemolioides Breuning, 1938
- Cnemosioma Martins, 1975
- Cobelura Erichson, 1847
- Cobria Pascoe, 1865
- Cochliopalpus Lacordaire, 1872
- Coeloprocta Aurivillius, 1926
- Coenopoeus Horn, 1880
- Colobeutrypanus Tippmann, 1953
- Colobothea Lepeletier & Audinet-Serville in Latreille, 1825
- Colobothina Hovore, 1990
- Colombicallia Galileo & Martins, 1992
- Columbicella Galileo & Martins, 1990
- Combe Thomson, 1864
- Compsidia Mulsant, 1839
- Compsosoma Lacordaire, 1830
- Conizonia Fairmaire, 1864
- Contoderopsis Breuning, 1956
- Contoderus Thomson, 1864
- Coomanum Pic, 1927
- Coptops Audinet-Serville, 1835
- Coptosia Fairmaire, 1868
- Corcovado Lane, 1973
- Cordites Dillon & Dillon, 1945
- Cordoxylamia Dillon & Dillon, 1959
- Corestetha Pascoe, 1875
- Coresthetopsis Breuning, 1940
- Cornallis Thomson, 1864
- Cornuchariesthes Breuning, 1981
- Cornuscoparia Jordan, 1894
- Coroicoia Lane, 1966
- Corrhenes Pascoe, 1865
- Corrhenispia Breuning, 1938
- Corrhenodes Breuning, 1942
- Corus Pascoe, 1888
- Corynofrea Aurivillius, 1910
- Coscinesthes Bates, 1890
- Cosmotoma Blanchard, 1845
- Cosmotomidius Melzer, 1931
- Costemilophus Galileo & Martins, 2005
- Cotyabanycha Galileo & Martins, 2013
- Cotyadesmus Martins & Galileo, 2005
- Cotycicuiara Galileo & Martins, 2008
- Cotycuara Galileo & Martins, 2004
- Cotyschnolea Martins & Galileo, 2007
- Cotysomerida Martins & Galileo, 2009
- Cotyzineus Martins & Galileo, 2007
- Craspedoderus Thomson, 1864
- Cratotragus Lacordaire, 1869
- Cremnosterna Aurivillius, 1920
- Cribragapanthia Pic, 1903
- Cribrihammus Dillon & Dillon, 1959
- Cribrochamus Dillon & Dillon, 1961
- Cribrohammus Breuning, 1966
- Crinotarsus Blanchard, 1853
- Criopsis Thomson, 1861
- Cristaerenea Breuning, 1949
- Cristatosybra Breuning, 1959
- Cristenes Breuning, 1978
- Cristepilysta Breuning, 1951
- Cristeryssamena Breuning, 1963
- Cristhippopsis Breuning, 1977
- Cristhybolasius Breuning, 1959
- Cristipocregyes Breuning, 1965
- Cristisse Breuning, 1955
- Cristoberea Breuning, 1954
- Cristocentrus Breuning, 1957
- Cristodesisa Breuning, 1959
- Cristoopsis Dillon & Dillon, 1952
- Cristorhodopina Breuning, 1966
- Cristurges Gilmour, 1961
- Crossotus Audinet-Serville, 1835
- Crucihammus Breuning, 1936
- Crucitragus Breuning, 1934
- Cryptocranium Lacordaire, 1830
- Cubilia Jordan, 1897
- Cubilioides Breuning, 1940
- Cuicirama Martins & Galileo, 1992
- Cuiciuna Galileo & Martins, 1997
- Cupeyalia Zayas, 1975
- Curiofrea Galileo & Martins, 1999
- Curuapira Martins & Galileo, 1998
- Cyanagapanthia Breuning, 1968
- Cyanamphoecus Breuning, 1951
- Cyaneophytoecia Breuning, 1950
- Cyardium Pascoe, 1866
- Cyclopeplus Thomson, 1860
- Cyclotaenia Jordan, 1903
- Cydros Pascoe, 1866
- Cylicasta Thomson, 1868
- Cylindilla Bates, 1884
- Cylindrecamptus Breuning, 1940
- Cylindrepomus Blanchard, 1853
- Cylindrophelipara Breuning, 1940
- Cylindrosybra Aurivillius, 1922
- Cylindrothorax Aurivillius, 1915
- Cymatonycha Bates, 1874
- Cymatura Gerstaecker, 1855
- Cyocyphax Thomson, 1878
- Cyphoscyla Thomson, 1868
- Cyriotasiastes Heller, 1924
- Cyrtillus Aurivillius, 1917
- Cyrtinoopsis Dillon & Dillon, 1952
- Cyrtinus LeConte, 1852
- Cyrtocris Aurivillius, 1904
- Cyrtogrammus Gressitt, 1939
- Dadoychus Chevrolat, 1833
- Dasyerrus Pascoe, 1865
- Daxata Pascoe, 1864
- Decarthria Hope, 1834
- Decellia Breuning, 1968
- Declivocondyloides Sudre, 2001
- Dectes LeConte, 1852
- Deliathis Thomson, 1860
- Delilah Dillon & Dillon, 1945
- Demagogus Thomson, 1868
- Demodes Newman, 1842
- Demodioides Breuning, 1947
- Demonassa Thomson, 1864
- Demophoo Thomson, 1864
- Depsages Pascoe, 1865
- Deremius Kolbe, 1893
- Deroplia Dejean, 1835
- Desisa Pascoe, 1865
- Desisella Breuning, 1942
- Desisopsis Hüdepohl, 1995
- Desmiphora Audinet-Serville, 1835
- Desmiphoropsis Gounelle, 1908
- Deucalion Wollaston, 1854
- Diadelia Waterhouse, 1882
- Diadelioides Breuning, 1940
- Diadeliomimus Breuning, 1957
- Diallus Pascoe, 1866
- Diamecyna Breuning, 1939
- Diamitosa Kriesche, 1927
- Diastocera Dejean, 1835
- Diastosphya Aurivillius, 1920
- Diasybra Breuning, 1959
- Diaxenes Waterhouse, 1884
- Dichostates Thomson, 1860
- Dichostatoides Teocchi, 1998
- Dicra Fauvel, 1906
- Didymocentrotus McKeown, 1945
- Didyochamus Dillon & Dillon, 1959
- Diexia Pascoe, 1864
- Diliolophus Bates, 1885
- Dinocephaloides Breuning, 1951
- Dinocephalus Peringuey, 1899
- Discoceps Jordan, 1894
- Discolops Fairmaire, 1886
- Discopus Thomson, 1864
- Disgregus Galileo & Martins, 2009
- Disternopsis Breuning, 1939
- Docohammus Aurivillius, 1908
- Docolamia Breuning, 1944
- Dodechariesthes Teocchi, Sudre & Jiroux, 2010
- Doesburgia Tippmann, 1953
- Dohertyorsidis Breuning, 1961
- Dolichepilysta Breuning, 1964
- Dolichestola Breuning, 1942
- Dolichoplomelas Breuning, 1957
- Dolichoprosopus Ritsema, 1881
- Dolichoropica Breuning, 1970
- Dolichostyrax Aurivillius, 1911
- Dolichosybra Breuning, 1942
- Doliops Waterhouse, 1841
- Dolopharoides Breuning, 1978
- Dolophrades Bates, 1884
- Domitia Thomson, 1858
- Dorcadida White, 1846
- Dorcadion Dalman, 1817
- Dorcadiopsis Müller, 1941
- Dorcaschema Haldeman, 1847
- Dorcaschesis Heller, 1924
- Dorcasta Pascoe, 1858
- Dorcoeax Breuning, 1946
- Driopea Pascoe, 1858
- Dryana Gistel, 1847
- Drycothaea Thomson, 1868
- Dryoctenes Audinet-Serville, 1835
- Dufauxia Lane, 1955
- Dyemus Pascoe, 1864
- Dyenmonus Thomson, 1868
- Dymascus Pascoe, 1865
- Dystasia Pascoe, 1864
- Dystasiopsis Breuning & de Jong, 1941
- Dysthaeta Pascoe, 1859
- Dystomorphus Pic, 1926
- Ebaeides Pascoe, 1864
- Echinovelleda Breuning, 1936
- Echthistatodes Gressitt, 1938
- Echthistatus Pascoe, 1862
- Ectatina Gahan, 1907
- Ectatosia Pascoe, 1857
- Ecteneolus Bates, 1885
- Ecthoea Pascoe, 1858
- Ectinogramma Thomson, 1864
- Ecyroschema Thomson, 1864
- Ecyrus LeConte, 1852
- Eczemotellus Heller, 1924
- Eczemotes Pascoe, 1864
- Eczemothea Schwarzer, 1926
- Egalicia Lane, 1974
- Egesina Pascoe, 1864
- Elaidius Breuning, 1942
- Elasmotena McKeown, 1945
- Elelea Pascoe, 1865
- Eleothinus Bates, 1881
- Elongatocontoderus Breuning, 1977
- Elongatohomelix Breuning, 1967
- Elongatopothyne Breuning, 1963
- Elongatoserixia Breuning, 1982
- Elongatosybra Breuning, 1961
- Elytracanthina Monné, 2005
- Emeopedopsis Breuning, 1965
- Emeopedus Pascoe, 1864
- Emphreus Pascoe, 1864
- Emphytoecia Fairmaire & Germain, 1859
- Emphytoeciosoma Melzer, 1934
- Enaretta Thomson, 1864
- Endybauna Martins & Galileo, 1991
- Eneodes Fisher, 1926
- Enes Pascoe, 1864
- Enicodes Thomson, 1861
- Enispiella Breuning, 1938
- Enotes Thomson, 1864
- Enotocleptes Breuning, 1940
- Enotogenes Heller, 1917
- Enotoschema Breuning, 1953
- Entelopes Guérin-Méneville, 1844
- Eodorcadion Breuning, 1947
- Eohyllisia Breuning, 1942
- Eoporis Pascoe, 1864
- Eosthenias Breuning, 1961
- Eosybra Breuning, 1942
- Epaphra Newman, 1842
- Epectasis Bates, 1866
- Epepeotes Pascoe, 1866
- Ephiales Dillon & Dillon, 1945
- Epiblapsilon Gressitt, 1984
- Epiblepisanis Teocchi, 1998
- Epicasta Thomson, 1864
- Epicedia Thomson, 1864
- Epidichostates Teocchi & Sudre, 2003
- Epidiscoceps Teocchi & Sudre, 2009
- Epiglenea Bates, 1884
- Epilysta Pascoe, 1865
- Epilystoides Breuning, 1939
- Epimesosa Breuning, 1939
- Epirochroa Fairmaire, 1896
- Epirochroides Breuning, 1942
- Eponina Lane, 1939
- Epopea Thomson, 1864
- Epuraecha Breuning, 1935
- Eranina Monné, 2005
- Eraninella Galileo & Martins, 2008
- Ereis Pascoe, 1865
- Eremon Thomson, 1864
- Eremophanes Kolbe, 1893
- Eremophanoides Breuning, 1978
- Eremosybra Breuning, 1942
- Erphaea Erichson, 1847
- Eryalus Pascoe, 1888
- Esaete Galileo & Martins, 2002
- Esaguasu Galileo & Martins, 2007
- Esamirim Martins & Galileo, 2004
- Esonius Dillon & Dillon, 1945
- Essisus Pascoe, 1866
- Essostrutha Thomson, 1868
- Essostruthella Lane, 1972
- Esthlogena Thomson, 1864
- Esthlogenopsis Breuning, 1942
- Estigmenida Gahan, 1894
- Estola Fairmaire & Germain, 1859
- Estoloderces Melzer, 1928
- Estoloides Breuning, 1940
- Estolomimus Breuning, 1940
- Etaxalus Pascoe, 1865
- Etyma Galileo & Martins, 2012
- Eucharitolus Bates, 1885
- Eucomatocera White, 1846
- Eudaphisia Pic, 1926
- Eudesmus Audinet-Serville, 1835
- Eudihammus Breuning, 1944
- Eudryoctenes Hintz, 1911
- Euestola Breuning, 1943
- Eugamandus Fisher, 1926
- Eugrapheus Fairmaire, 1896
- Eulachnesia Bates, 1872
- Eumathes Pascoe, 1858
- Eumecocera Solsky, 1871
- Eumimesis Bates, 1866
- Eunidia Erichson, 1843
- Eunidiella Breuning, 1940
- Eunidiopsis Breuning, 1939
- Euoplia Hope, 1839
- Eupalessa Monné, 2005
- Eupogoniopsis Breuning, 1949
- Eupogonius LeConte, 1852
- Eupromera Westwood, 1846
- Eupromerella Fisher, 1938
- Eupromus Pascoe, 1868
- Eurycallinus Bates, 1885
- Euryclytosemia Hayashi, 1963
- Eurycoptosia Reitter, 1913
- Euryestola Breuning, 1940
- Eurymesosa Breuning, 1938
- Euryphryneta Breuning, 1955
- Euryplocia Breuning, 1939
- Eurysops Chevrolat, 1855
- Euryxaenapta Breuning, 1963
- Euryzeargyra Breuning, 1957
- Euseboides Gahan, 1893
- Eusphaerium Newman, 1838
- Eustathes Newman, 1842
- Eusthenomus Bates, 1875
- Eusyntheta Bates, 1889
- Eutaenia Thomson, 1857
- Euteleuta Bates, 1885
- Eutetrapha Bates, 1884
- Euthima Dillon & Dillon, 1945
- Euthyastus Pascoe, 1866
- Eutrichillus Bates, 1885
- Eutrypanus Erichson, 1847
- Exalcidion Monné, 1977
- Exalphus Restello, Iannuzzi & Marinoni, 2001
- Exarrhenodes Breuning, 1938
- Exarrhenus Pascoe, 1864
- Exocentrancylistes Breuning, 1965
- Exocentroides Breuning, 1957
- Exocentrus Dejean, 1835
- Eyiaba Galileo & Martins, 2004
- Falsacalolepta Breuning, 1970
- Falsacanthocinus Breuning, 1951
- Falsadjinga Breuning, 1959
- Falsagnia Breuning, 1938
- Falsamblesthis Breuning, 1959
- Falsamblymora Breuning, 1959
- Falsapolia Breuning, 1945
- Falsapomecyna Breuning, 1942
- Falsatimura Pic, 1926
- Falsenicodes Breuning, 1940
- Falsepilysta Breuning, 1939
- Falsestoloides Breuning, 1954
- Falseunidia Breuning, 1943
- Falsexocentroides Breuning, 1971
- Falsexocentrus Breuning, 1968
- Falshomelix Breuning, 1956
- Falsidactus Breuning, 1938
- Falsimalmus Breuning, 1956
- Falsischnolea Breuning, 1940
- Falsobiobessa Breuning, 1942
- Falsocacia Pic, 1944
- Falsoceraegidion Breuning, 1950
- Falsocleptometopus Breuning, 1951
- Falsocoedomea Breuning, 1961
- Falsocularia Breuning, 1942
- Falsocylindropomus Pic, 1927
- Falsodihammus Breuning, 1942
- Falsohippopsicon Breuning, 1942
- Falsohomaemota Hayashi, 1961
- Falsohyagnis Breuning, 1940
- Falsohyllisia Breuning, 1949
- Falsomelanauster Breuning, 1940
- Falsomesosella Pic, 1925
- Falsometopides Breuning, 1957
- Falsomoechotypa Breuning, 1954
- Falsomoechotypoides Breuning, 1959
- Falsonyctopais Lepesme, 1949
- Falsoparmena Breuning, 1943
- Falsoplocia Breuning, 1939
- Falsoprosoplus Breuning, 1974
- Falsoropica Breuning, 1939
- Falsoropicoides Breuning, 1965
- Falsorsidis Breuning, 1959
- Falsoserixia Pic, 1926
- Falsosophronica Breuning, 1952
- Falsostesilea Breuning, 1940
- Falsoterinaea Matsushita, 1938
- Falsoterinaeopsis Breuning, 1965
- Falsotmesisternus Breuning, 1961
- Falsotrachystola Breuning, 1950
- Falsotragiscus Breuning, 1955
- Falsovelleda Breuning, 1954
- Falsozeargyra Gilmour & Breuning, 1963
- Falsozorilispe Breuning, 1943
- Falsozorispiella Breuning, 1963
- Fasciculacmocera Breuning, 1966
- Fasciculancylistes Breuning, 1965
- Fasciculapomecyna Breuning, 1964
- Faustabryna Breuning, 1961
- Filipinmulciber Vives, 2009
- Fisherostylus Gilmour, 1963
- Formozotroctes Tavakilian & Néouze, 2007
- Frankluquetia Tavakilian, 2004
- Frea Thomson, 1858
- Freadelpha Thomson, 1858
- Frearanova Breuning, 1957
- Fredlanea Martins & Galileo, 1996
- Fredlanella Martins & Galileo, 1996
- Freocoroides Teocchi, 1992
- Freocorus Hunt & Breuning, 1955
- Freocrossotus Lepesme & Breuning, 1956
- Freoexocentrus Breuning, 1977
- Freopsis Hintz, 1912
- Furona Dillon & Dillon, 1945
- Gagarinia Lane, 1956
- Gasponia Fairmaire, 1892
- Geloharpya Thomson, 1868
- Gemylus Pascoe, 1865
- Georgeana Monné M. L. & Monné M. A., 2011
- Gerania Audinet-Serville, 1835
- Geteuma Thomson, 1864
- Gibbestola Breuning, 1940
- Gibbestoloides Breuning, 1940
- Gibbohammus Wang & Chiang, 1999
- Gibbomesosella Pic, 1932
- Gigantopalimna Breuning, 1964
- Gisostola Thomson, 1868
- Glaucotes Casey, 1913
- Glenea Newman, 1842
- Gleneonupserha Breuning, 1949
- Glenida Gahan, 1888
- Glypthaga Thomson, 1868
- Gnathoenia Thomson, 1858
- Gnoma Fabricius, 1801
- Goephanes Pascoe, 1862
- Goephanomimus Breuning, 1957
- Goes LeConte, 1852
- Golsinda Thomson, 1861
- Gounellea Lane, 1964
- Graciella Jordan, 1894
- Gracililamia Breuning, 1961
- Gracilinitocris Breuning, 1950
- Gracilosphya Dillon & Dillon, 1952
- Graminea Thomson, 1864
- Grammoechus Thomson, 1864
- Grammopsis Aurivillius, 1900
- Grammopsoides Breuning, 1940
- Grammoxyla Aurivillius, 1911
- Granastyochus Gilmour, 1959
- Granolamia Breuning, 1944
- Granopothyne Breuning, 1959
- Granulenotes Breuning, 1969
- Granulhepomidion Breuning, 1958
- Granulorsidis Breuning, 1980
- Graphidessa Bates, 1884
- Graphisurus Kirby, 1837
- Gryllica Thomson, 1860
- Grynex Pascoe, 1888
- Guayuriba Lane, 1970
- Guttulamia Dillon & Dillon, 1959
- Gyarancita Breuning, 1963
- Gyaritodes Breuning, 1947
- Gyaritus Pascoe, 1858
- Gymnocerina Lane, 1964
- Gymnocerus Audinet-Serville, 1835
- Gymnostylus Aurivillius, 1916
- Gyrpanetes Martins & Galileo, 1998
- Hainanhammus Gressitt, 1940
- Hallothamus Thomson, 1868
- Hamatastus Gilmour, 1957
- Hammatoderus Gemminger & Harold, 1873
- Haploeax Aurivillius, 1907
- Haploparmena Aurivillius, 1913
- Haplorhabdus Aurivillius, 1917
- Haplothrix Gahan, 1888
- Harringtonia Lane, 1973
- Hastatis Buquet, 1857
- Hathliodes Pascoe, 1866
- Hathliolophia Breuning, 1959
- Hayashiechthistatus Miyake, 1980
- Hebecerus Dejean, 1835
- Hebestola Haldeman, 1847
- Hechinoschema Thomson, 1857
- Hecphora Thomson, 1857
- Hecyra Thomson, 1857
- Hecyroides Breuning, 1938
- Hecyromorpha Breuning, 1942
- Hedypathes Thomson, 1864
- Heliolus Fauvel, 1907
- Helminda Blanchard in Gay, 1851
- Helvina Thomson, 1864
- Hemicladus Buquet, 1857
- Hemicryllis Aurivillius, 1922
- Hemidoliops Vives, 2012
- Hemierana Aurivillius, 1923
- Hemiloapis Galileo & Martins, 2004
- Hemilocrinitus Galileo & Martins, 2005
- Hemilomecopterus Martins & Galileo, 2004
- Hemilophus Audinet-Serville, 1835
- Hepomidion Thomson, 1878
- Herophila Mulsant, 1862
- Hestimidius Breuning, 1939
- Hestimoides Breuning, 1939
- Hesycha Fairmaire & Germain, 1859
- Hesychotypa Thomson, 1868
- Heteresmia Monné, 2005
- Heteroclytomorpha Blanchard, 1853
- Heteroglenea Gahan, 1897
- Heterometopia Breuning, 1950
- Heteropalpoides Fisher, 1935
- Heterotaxalus Heller, 1926
- Hexacona Bates, 1881
- Hexatricha White, 1846
- Hiekeia Breuning, 1964
- Hilarolea Thomson, 1868
- Hilaroleopsis Lane, 1970
- Hilobothea Monné & Martins, 1979
- Hippaphesis Thomson, 1864
- Hippocephala Aurivillius, 1920
- Hippopsicon Thomson, 1858
- Hippopsis Lepeletier & Audinet-Serville in Latreille, 1825
- Hirtaeschopalaea Pic, 1925
- Hirticallia Galileo & Martins, 1990
- Hispastathes Breuning, 1956
- Hispomorpha Newman, 1842
- Holoaerenica Lane, 1973
- Homelix Thomson, 1858
- Homoeophloeus Gahan, 1892
- Homonoea Newman, 1842
- Hoplathemistus Aurivillius, 1917
- Hoplistocerus Blanchard, 1847
- Hoplistonychus Melzer, 1930
- Hoplocleptes Breuning, 1947
- Hoplomelas Fairmaire, 1896
- Hoplorana Fairmaire, 1896
- Hoploranomimus Breuning, 1959
- Hotarionomus Thomson, 1857
- Huedepohlia Martins & Galileo, 1989
- Hyagnis Pascoe, 1864
- Hybolasiellus Breuning, 1959
- Hybolasiopsis Breuning, 1959
- Hybolasius Bates, 1874
- Hyborhabdus Aurivillius, 1911
- Hydraschema Thomson, 1864
- Hylettus Bates, 1864
- Hyllisia Pascoe, 1864
- Hyllisiopsis Breuning, 1957
- Hypamazso Barrion & Khan, 2003
- Hyperplatys Haldeman, 1847
- Hypocacia Breuning, 1935
- Hypomia Thomson, 1868
- Hypselomus Perty, 1832
- Hypsideres Jordan, 1903
- Hypsideroides Breuning, 1938
- Hypsioma Audinet-Serville, 1835
- Iaquira Galileo & Martins, 2001
- Iareonycha Martins & Galileo, 1997
- Iarucanga Martins & Galileo, 1991
- Iatuca Galileo & Martins, 2004
- Iberodorcadion Breuning, 1943
- Ibitiruna Galileo & Martins, 1997
- Ibypeba Martins & Galileo, 2012
- Icaunauna Martins & Galileo, 2009
- Icelastatis Galileo & Martins, 1991
- Ichthyodes Newman, 1842
- Icimauna Martins & Galileo, 1991
- Icublabia Galileo & Martins, 2003
- Icupima Martins & Galileo, 1991
- Idactus Pascoe, 1864
- Idephrynus Bates, 1881
- Igualda Thomson, 1868
- Illaena Erichson, 1842
- Imantocera Dejean, 1835
- Inermaegocidnus Breuning, 1961
- Inermestola Breuning, 1942
- Inermestoloides Breuning, 1966
- Inermoleiopus Breuning, 1958
- Inermomulciber Breuning, 1974
- Inermoparmena Breuning, 1971
- Insulochamus Dillon & Dillon, 1961
- Intricatotrypanius Breuning, 1959
- Ioesse Thomson, 1864
- Iothocera Thomson, 1864
- Ipepo Martins & Galileo, 2008
- Iphiothe Pascoe, 1866
- Ipochira Pascoe, 1864
- Ipochiromima Sama & Sudre, 2009
- Ipochus LeConte, 1852
- Ippitoides Dillon & Dillon, 1959
- Iproca Gressitt, 1940
- Iquiara Martins & Galileo, 1998
- Iquiracetima Galileo & Martins, 1995
- Iranocoptosia Villiers, 1967
- Irundiaba Martins & Galileo, 2008
- Irundisaua Martins & Galileo, 2005
- Ischiocentra Thomson, 1861
- Ischioderes Dillon & Dillon, 1945
- Ischioloncha Thomson, 1860
- Ischioplites Thomson, 1864
- Ischiosioma Martins & Galileo, 1990
- Ischnia Jordan, 1903
- Ischnolea Thomson, 1861
- Ischnoleomimus Breuning, 1940
- Ischnophygas Thomson, 1868
- Isochariesthes Teocchi, 1993
- Isomerida Bates, 1866
- Isse Pascoe, 1864
- Itacolomi Galileo & Martins, 2012
- Itaituba Lane, 1950
- Itajutinga Martins, 1981
- Ites Waterhouse, 1880
- Itheum Pascoe, 1864
- Ithocritus Lacordaire, 1872
- Itumbiara Martins & Galileo, 1992
- Iurubanga Martins & Galileo, 1996
- Jamesia Jekel, 1861
- Japanomesosa Yamasako & N. Ohbayashi, 2007
- Japi Martins & Galileo, 2012
- Jeanvoinea Pic, 1934
- Jolyellus Galileo & Martins, 2007
- Jordanoleiopus Lepesme & Breuning, 1955
- Juninia Lane, 1966
- Jurua Lane, 1964
- Kabylophytoecia Sama, 2005
- Kenyavelleda Teocchi, 1999
- Kerochariesthes Teocchi, 1990
- Kerodiadelia Sudre & Teocchi, 2002
- Kuatinga Martins & Galileo, 2004
- Kuatuniana Hua, 2002
- Kyranycha Martins & Galileo, 1997
- Lachaerus Thomson, 1868
- Lachnia Audinet-Serville, 1835
- Laelida Pascoe, 1866
- Lagocheirus Dejean, 1835
- Lagrida Jordan, 1894
- Lamacoscylus Martins & Galileo, 1991
- Lamia Fabricius, 1775
- Lamidorcadion Pic, 1934
- Lamiessa Bates, 1885
- Lamiomimus Kolbe, 1886
- Languriomorpha Fisher, 1925
- Laosepilysta Breuning, 1965
- Laoterinaea Breuning, 1965
- Lapazina Lane, 1973
- Laraesima Thomson, 1868
- Lasiocercis Waterhouse, 1882
- Lasiolepturges Melzer, 1928
- Lasiopezus Pascoe, 1859
- Lasiophrys Gahan, 1901
- Latabryna Hüdepohl, 1990
- Lathroeus Thomson, 1864
- Laticranium Lane, 1959
- Latisternum Jordan, 1894
- Lebisia Breuning, 1957
- Leiopus Audinet-Serville, 1835
- Lenotetrops Danilevsky, 2012
- Lentalius Fairmaire, 1904
- Leprodera Thomson, 1857
- Lepromoris Pascoe, 1864
- Leptaschema Breuning, 1953
- Leptenicodes Breuning, 1953
- Leptocometes Bates, 1881
- Leptocyrtinus Aurivillius, 1928
- Leptomesosa Breuning, 1938
- Leptomesosella Breuning, 1939
- Leptonota Thomson, 1861
- Leptophaula Breuning, 1940
- Leptostylopsis Dillon, 1956
- Leptostylus LeConte, 1852
- Leptrichillus Gilmour, 1960
- Lepturdrys Gilmour, 1960
- Lepturgantes Gilmour, 1957
- Lepturges Bates, 1863
- Lepturginus Gilmour, 1959
- Lepturgotrichona Gilmour, 1957
- Lepturonota Breuning, 1953
- Lepturoschema Heller, 1917
- Lesbates Dillon & Dillon, 1945
- Lesbra Dillon & Dillon, 1959
- Lethes Zayas, 1975
- Leucographus Waterhouse, 1878
- Leucophoebe Lane, 1976
- Leuronotus Gahan, 1888
- Leus Dillon & Dillon, 1946
- Linda Thomson, 1864
- Lingafelteria Nearns & Tavakilian, 2012
- Liosynaphaeta Fisher, 1926
- Lithargyrus Martins & Monné, 1974
- Loboberea Breuning, 1950
- Lochmaeocles Bates, 1880
- Lochmodocerus Burne, 1984
- Longilepturges Monné M. L. & Monné M. A., 2011
- Lophopoenopsis Melzer, 1931
- Lophopoeum Bates, 1863
- Lophopogonius Linsley, 1935
- Lustrocomus Martins & Galileo, 1996
- Luteolepturges Monné M. L. & Monné M. A., 2012
- Luzonoparmena Satô M. & Ohbayashi N., 1979
- Lycaneptia Thomson, 1868
- Lychrosimorphus Pic, 1925
- Lycidola Thomson, 1864
- Lycomimus Melzer, 1931
- Lydipta Thomson, 1868
- Lypsimena Haldeman, 1847
- Macrocamptus Dillon & Dillon, 1948
- Macrochenus Guérin-Méneville, 1843
- Macrochia Jordan, 1903
- Macrocleptes Breuning, 1947
- Macrohammus Aurivillius, 1886
- Macronemus Dejean, 1835
- Macropophora Thomson, 1864
- Macropraonetha Breuning, 1961
- Macroropica Breuning, 1947
- Macrospina Mateu, 1956
- Maculileiopus Breuning, 1958
- Magninia Clermont, 1932
- Mahenes Aurivillius, 1922
- Mahenoides Breuning, 1957
- Maisi Zayas, 1975
- Malacoscylus Thomson, 1868
- Malloderma Lacordaire, 1872
- Mallonia Thomson, 1857
- Mallosia Mulsant, 1862
- Mallosiola Semenov, 1895
- Malthonea Thomson, 1864
- Mandibularia Pic, 1925
- Marensis Dillon & Dillon, 1945
- Mariliana Lane, 1970
- Marmaroglypha Redtenbacher, 1868
- Marmylaris Pascoe, 1866
- Maublancancylistes Lepesme & Breuning, 1956
- Mauesia Lane, 1956
- Mecas LeConte, 1852
- Mecasoma Chemsak & Linsley, 1974
- Mecotetartus Bates, 1872
- Mecynippus Bates, 1884
- Mecynome Bates, 1885
- Megabasis Audinet-Serville, 1835
- Megacera Audinet-Serville, 1835
- Megalobrimus Aurivillius, 1916
- Megalofrea Aurivillius, 1920
- Megaloharpya Allard, 1993
- Megamiros Audureau, 2013
- Melanopais Aurivillius, 1927
- Melanopolia Bates, 1884
- Meliochamus Dillon & Dillon, 1959
- Melzerella Costa Lima, 1931
- Melzerina Lane, 1966
- Melzerus Monné, 2005
- Menesia Mulsant, 1856
- Menesida Gahan, 1907
- Menyllus Pascoe, 1864
- Meridiotroctes Martins & Galileo, 2007
- Mesathemistus Breuning, 1950
- Mesechthistatus Breuning, 1950
- Mesestola Breuning, 1980
- Mesiphiastus Breuning, 1959
- Mesocacia Heller, 1926
- Mesoereis Matsushita, 1933
- Mesolamia Sharp, 1882
- Mesolita Pascoe, 1862
- Mesoplanodes Yamasako & N. Ohbayashi, 2011
- Mesosa Latreille, 1829
- Mesosaimia Breuning, 1938
- Mesosella Bates, 1884
- Mesotroea Breuning, 1939
- Metacoptops Breuning, 1939
- Metadriopea Breuning, 1974
- Metagnoma Aurivillius, 1925
- Metalamia Breuning, 1959
- Metallographeus Breuning, 1971
- Metallonupserha Breuning, 1980
- Metamecyna Breuning, 1939
- Metamecynopsis Hüdepohl, 1995
- Metamulciber Breuning, 1940
- Metaperiaptodes Breuning, 1944
- Metasulenus Breuning, 1971
- Metepilysta Breuning, 1970
- Metipocregyes Breuning, 1939
- Meton Pascoe, 1862
- Metopides Pascoe, 1866
- Metoxylamia Dillon & Dillon, 1959
- Mexicoscylus Martins & Galileo, 2010
- Meximia Pascoe, 1865
- Miaenia Pascoe, 1864
- Micatocomus Galileo & Martins, 1988
- Miccolamia Bates, 1884
- Micratelodesmis Martins & Galileo, 2012
- Microcacia Breuning, 1939
- Microcanus Dillon & Dillon, 1945
- Microcleptes Newman, 1840
- Microcriodes Breuning, 1943
- Microcymatura Breuning, 1950
- Microdorcadion Pic, 1925
- Microgoes Casey, 1913
- Microhoplomelas Breuning, 1957
- Microlamia Bates, 1874
- Microlenecamptus Pic, 1925
- Microlera Bates, 1873
- Microleroides Breuning, 1956
- Microleropsis Gressitt, 1937
- Microloa Aurivillius, 1924
- Microlophia Newman, 1842
- Micromallosia Pic, 1900
- Micromandibularia Pic, 1936
- Microplia Audinet-Serville, 1835
- Microplocia Heller, 1924
- Micropraonetha Breuning, 1939
- Microrhodopina Breuning, 1982
- Microrhodopis Breuning, 1957
- Microsomatidia Sudre, 2001
- Microtragoides Breuning, 1950
- Microtragus White, 1846
- Microxylorhiza Hayashi, 1974
- Micurus Fairmaire, 1896
- Midamiella Monné, 2005
- Migsideres Gilmour, 1948
- Miguelia Galileo & Martins, 1991
- Milothris Dejean, 1835
- Mimabryna Breuning, 1938
- Mimacalolepta Breuning, 1976
- Mimacanthocinus Breuning, 1958
- Mimacmocera Breuning, 1960
- Mimacronia Vives, 2009
- Mimaderpas Breuning, 1973
- Mimadjinga Breuning, 1940
- Mimaelara Breuning, 1959
- Mimagelasta Breuning, 1939
- Mimagnia Breuning, 1958
- Mimalblymoroides Breuning, 1969
- Mimamblesthidus Breuning, 1961
- Mimanancylus Breuning, 1968
- Mimancylistes Breuning, 1955
- Mimanhammus Breuning, 1971
- Mimapatelarthron Breuning, 1940
- Mimapomecyna Breuning, 1957
- Mimapriona Breuning, 1970
- Mimaspurgus Breuning, 1957
- Mimassinia Breuning, 1965
- Mimasyngenes Breuning, 1950
- Mimatimura Breuning, 1939
- Mimatossa Breuning, 1943
- Mimatybe Breuning, 1957
- Mimauxa Breuning, 1980
- Mimechthistatus Breuning, 1950
- Mimectatina Aurivillius, 1927
- Mimectatosia Breuning, 1959
- Mimecyroschema Breuning, 1969
- Mimenicodes Breuning, 1940
- Mimepaphra Breuning, 1976
- Mimepilysta Breuning, 1959
- Mimepuraecha Breuning, 1974
- Mimeremon Breuning, 1967
- Mimeryssamena Breuning, 1971
- Mimestola Breuning, 1940
- Mimestoloides Breuning, 1974
- Mimetaxalus Breuning, 1957
- Mimeunidia Breuning, 1966
- Mimeuseboides Breuning, 1967
- Mimexocentroides Breuning, 1961
- Mimexocentrus Breuning, 1957
- Mimhoplomelas Breuning, 1971
- Mimiculus Jordan, 1894
- Mimillaena Breuning, 1958
- Mimiphiastus Breuning, 1978
- Mimipochira Breuning, 1956
- Mimischnia Breuning, 1971
- Mimobatocera Breuning, 1970
- Mimoberea Teocchi, 2001
- Mimobybe Breuning, 1970
- Mimocacia Breuning, 1937
- Mimocagosima Breuning, 1968
- Mimocalothyrza Breuning & Teocchi, 1985
- Mimocentrura Breuning, 1940
- Mimoceroplesis Breuning, 1967
- Mimochariesthes Teocchi, 1986
- Mimochlorisanis Breuning, 1966
- Mimocoedomea Breuning, 1940
- Mimocoelosterna Breuning, 1940
- Mimocoptosia Breuning & Villiers, 1972
- Mimocornuscoparia Breuning, 1970
- Mimocorus Breuning, 1942
- Mimocratotragus Pic, 1926
- Mimocrossotus Breuning, 1964
- Mimocularia Breuning, 1970
- Mimocyrtinoclytus Sudre & Vives, 2010
- Mimodesisa Breuning & de Jong, 1941
- Mimodiadelia Breuning, 1971
- Mimodiaxenes Breuning, 1939
- Mimodorcadion Breuning, 1942
- Mimodriopea Breuning, 1974
- Mimodystasia Breuning, 1956
- Mimofalsoropica Breuning, 1975
- Mimoglenea Breuning, 1968
- Mimogmodera Breuning, 1955
- Mimognoma Breuning, 1959
- Mimogrynex Breuning, 1939
- Mimogyaritus Fisher, 1925
- Mimohammus Aurivillius, 1911
- Mimohecyra Breuning, 1966
- Mimohippopsicon Breuning, 1940
- Mimohippopsis Breuning, 1940
- Mimohippopsis Breuning, 1986
- Mimohomonoea Breuning, 1961
- Mimohoplorana Breuning, 1960
- Mimohyagnis Breuning, 1940
- Mimohyllisia Breuning, 1948
- Mimolagrida Breuning, 1947
- Mimolaia Bates, 1885
- Mimolasiocercis Breuning, 1960
- Mimoleiopus Breuning, 1969
- Mimoleprodera Breuning, 1938
- Mimoleuronotus Breuning, 1968
- Mimolochus Thomson, 1868
- Mimolophia Breuning, 1940
- Mimolophioides Breuning, 1966
- Mimomenyllus Breuning, 1973
- Mimomenyllus Breuning, 1980
- Mimomorpha Newman, 1842
- Mimomulciber Breuning, 1942
- Mimomusonius Breuning, 1980
- Mimomyagrus Breuning, 1970
- Mimomyromeus Breuning, 1978
- Mimonemophas Breuning, 1961
- Mimonephelotus Breuning, 1940
- Mimonicarete Breuning, 1957
- Mimoniphona Breuning, 1940
- Mimononyma Breuning, 1960
- Mimononymoides Breuning, 1972
- Mimoopsis Breuning, 1942
- Mimopezus Breuning, 1970
- Mimophaeopate Breuning, 1967
- Mimoplocia Breuning, 1949
- Mimopogonius Breuning, 1974
- Mimopothyne Breuning, 1956
- Mimoprosoplus Breuning, 1970
- Mimopsacothea Breuning, 1973
- Mimoricopis Breuning, 1969
- Mimoropica Breuning & de Jong, 1941
- Mimorsidis Breuning, 1938
- Mimosaimia Breuning, 1971
- Mimosaperdopsis Breuning, 1959
- Mimoscapeuseboides Breuning, 1976
- Mimosciadella Breuning, 1958
- Mimoserixia Breuning, 1963
- Mimostedes Breuning, 1955
- Mimostenellipsis Breuning, 1956
- Mimosthenias Breuning, 1938
- Mimosybra Breuning, 1939
- Mimotemnosternus Breuning, 1949
- Mimotetrorea Breuning, 1973
- Mimothelais Breuning, 1958
- Mimothestus Pic, 1935
- Mimotragocephala Breuning, 1971
- Mimotriammatus Breuning, 1972
- Mimotroea Breuning, 1939
- Mimotropidema Breuning, 1957
- Mimotrypanius Breuning, 1973
- Mimotrysimia Breuning, 1948
- Mimovelleda Breuning, 1940
- Mimovitalisia Breuning, 1959
- Mimoxenolea Breuning, 1960
- Mimoxylamia Breuning, 1977
- Mimoxylotoles Breuning, 1962
- Mimozeargyna Breuning, 1967
- Mimozotale Breuning, 1951
- Mimozygocera Breuning, 1963
- Mimozygoceropsis Breuning, 1978
- Mindanaona Özdikmen, 2008
- Miriochrus Galileo & Martins, 2012
- Mispila Pascoe, 1864
- Mispilodes Breuning, 1938
- Mispilopsis Breuning, 1938
- Mnemea Pascoe, 1865
- Moala Dillon & Dillon, 1952
- Mocoiasura Martins & Galileo, 1991
- Moechohecyra Breuning, 1938
- Moechotypa Thomson, 1864
- Momisis Pascoe, 1867
- Momisofalsus Pic, 1950
- Moneilema Say, 1824
- Monneoncideres Nearns & Swift, 2011
- Monnetyra Galileo & Martins, 2006
- Monochamus Dejean, 1821
- Monoxenus Kolbe, 1893
- Monstropalpus Franz, 1954
- Montesia Lane, 1938
- Morimidius Breuning, 1939
- Morimolamia Breuning, 1954
- Morimonella Podaný, 1979
- Morimopsidius Breuning, 1948
- Morimopsis Thomson, 1857
- Morimospasma Ganglbauer, 1890
- Morimus Audinet-Serville, 1835
- Moron Pascoe, 1858
- Mulciber Thomson, 1864
- Mundeu Martins & Galileo, 2008
- Murosternum Jordan, 1894
- Murupeaca Martins & Galileo, 1992
- Murupi Martins & Galileo, 1998
- Murzinia Lazarev, 2011
- Musonius Fairmaire, 1902
- Mussardia Breuning, 1959
- Mutatocoptops Pic, 1925
- Myagrus Pascoe, 1878
- Mycerinodes Kolbe, 1893
- Mycerinopsis Thomson, 1864
- Mycerinus Thomson, 1857
- Mynonebra Pascoe, 1864
- Mynonoma Pascoe, 1865
- Mynoparmena Breuning, 1950
- Myonebrides Breuning, 1957
- Myoxinus Bates, 1862
- Myoxomorpha White, 1855
- Myrmecoclytus Fairmaire, 1895
- Myrmeparmena Vives, 2012
- Myrmexocentroides Breuning, 1970
- Myromeus Pascoe, 1864
- Myromexocentrus Breuning, 1957
- Mystacophorus Duvivier, 1891
- Mystrocnemis Quedenfeldt, 1882
- Nanilla Fleutiaux & Sallé, 1889
- Nanohammus Bates, 1884
- Nanustes Gilmour, 1960
- Neacanista Gressitt, 1940
- Nealcidion Monné, 1977
- Necalphus Lane, 1970
- Nedine Thomson, 1864
- Nedytisis Pascoe, 1866
- Nemaschema Thomson, 1861
- Nemophas Thomson, 1864
- Nemotragus Westwood, 1843
- Neoamphion Monné, 2005
- Neobaryssinus Monné & Martins, 1976
- Neobrachychilus Monné, 1979
- Neocalamobius Breuning, 1943
- Neocallia Fisher, 1933
- Neochariesthes Breuning & Teocchi, 1982
- Neocherentes Tippmann, 1960
- Neocolobura Monné, 2005
- Neocorestheta Breuning, 1978
- Neodiadelia Breuning, 1956
- Neodihammus Breuning, 1935
- Neodillonia Monné & Fragoso, 1984
- Neodorcadion Ganglbauer, 1884
- Neoepaphra Fisher, 1935
- Neoeryssamena Hayashi, 1974
- Neoeutrypanus Monné, 1977
- Neofreocorus Teocchi, 1988
- Neohebestola Marinoni, 1977
- Neohecyra Breuning, 1936
- Neohoplonotus Monné, 2005
- Neohylus Monné, 2005
- Neoischnolea Breuning, 1961
- Neolampedusa Monné, 2005
- Neoludwigia Sama, 2008
- Neomoema Martins & Galileo, 1996
- Neomusaria Plavilstshikov, 1928
- Neonitocris Breuning, 1950
- Neopachystola Marinoni, 1977
- Neopalame Martins & Monné, 1972
- Neophrissoma Breuning, 1938
- Neopibanga Martins & Galileo, 1998
- Neoplectrura Chemsak & Linsley, 1983
- Neoptychodes Dillon & Dillon, 1941
- Neosciadella Dillon & Dillon, 1952
- Neoserixia Schwarzer, 1925
- Neosomatidia Breuning, 1978
- Neosybra Breuning, 1939
- Neotrachystola Breuning, 1942
- Neoxantha Pascoe, 1857
- Neoxenicotela Breuning, 1947
- Nepagyrtes Martins & Galileo, 1998
- Nephelotus Pascoe, 1866
- Neseuterpia Villiers, 1980
- Nesomomus Pascoe, 1864
- Nesozineus Linsley & Chemsak, 1966
- Nicarete Thomson, 1864
- Nicomioides Breuning, 1959
- Nigrolamia Dillon & Dillon, 1959
- Niphabryna Franz, 1972
- Niphecyra Kolbe, 1894
- Nipholophia Gressitt, 1951
- Niphona Mulsant, 1839
- Niphonatossa Breuning, 1967
- Niphoparmena Aurivillius, 1904
- Niphoparmenoides Breuning, 1978
- Niphopterolophia Breuning, 1964
- Niphoropica Breuning, 1947
- Niphosoma Breuning, 1943
- Niphotragulus Kolbe, 1894
- Niphovelleda Breuning, 1940
- Niponostenostola Ohbayashi, 1958
- Nitakeris Teocchi, Sudre & Jiroux, 2010
- Nobuosciades Hasegawa, 2009
- Nodubothea Monné M. A. & Monné M. L., 2008
- Nonochamus Dillon & Dillon, 1959
- Nonyma Pascoe, 1864
- Nonymodiadelia Breuning, 1957
- Nosavana Breuning, 1963
- Notocorrhenes Breuning, 1959
- Notomulciber Blackburn, 1894
- Novorondonia Özdikmen, 2008
- Nupserha Chevrolat, 1858
- Nupserhoglenea Breuning, 1963
- Nupseroberea Breuning, 1950
- Nyctimenius Gressitt, 1951
- Nyctonympha Thomson, 1868
- Nyctopais Thomson, 1858
- Nyoma Duvivier, 1892
- Nyssocarinus Gilmour, 1960
- Nyssocuneus Gilmour, 1960
- Nyssodectes Dillon, 1955
- Nyssodrysilla Gilmour, 1962
- Nyssodrysina Casey, 1913
- Nyssodrysternum Gilmour, 1960
- Nyssosternus Gilmour, 1963
- Obages Pascoe, 1866
- Oberea Dejean, 1835
- Obereoides Fisher, 1938
- Obereopsis Chevrolat, 1855
- Obereopsis Chevrolat, 1855
- Ochrocesis Pascoe, 1867
- Ochromima Bates, 1881
- Ocoa Lane, 1970
- Octotapnia Galileo & Martins, 1992
- Ocularia Jordan, 1894
- Oculohammus Breuning & de Jong, 1941
- Odontolamia Breuning, 1944
- Odontorhabdus Aurivillius, 1913
- Odontozineus Monné, 2009
- Oeax Pascoe, 1864
- Oectropsis Blanchard in Gay, 1851
- Oedopeza Audinet-Serville, 1835
- Oedudes Thomson, 1868
- Ogmodera Aurivillius, 1908
- Ogmoderidius Breuning, 1939
- Oiceaca Martins & Galileo, 1998
- Okamira Galileo & Martins, 2005
- Olenecamptus Chevrolat, 1835
- Olenosus Bates, 1872
- Olivensa Lane, 1965
- Olmotega Pascoe, 1864
- Oloessa Pascoe, 1864
- Ombrosaga Pascoe, 1864
- Omocyrius Pascoe, 1866
- Omosarotes Pascoe, 1860
- Onalcidion Thomson, 1864
- Oncideres Lacordaire, 1830
- Oncioderes Martins & Galileo, 1990
- Onocephala Sturm, 1843
- Ontochariesthes Teocchi, 1992
- Onychocerus Lacordaire, 1830
- Onychoglenea Aurivillius, 1922
- Oopsidius Breuning, 1939
- Oopsis Fairmaire, 1850
- Ophthalmemeopedus Breuning, 1961
- Ophthalmocydrus Aurivillius, 1925
- Oplosia Mulsant, 1862
- Opsies Pascoe, 1864
- Opsilia Mulsant, 1862
- Orcesis Pascoe, 1866
- Oreodera Audinet-Serville, 1835
- Oriaethus Pascoe, 1864
- Orica Pascoe, 1888
- Oricopis Pascoe, 1863
- Oroxenofrea Galileo & Martins, 1999
- Orsidis Pascoe, 1866
- Ossonis Pascoe, 1867
- Ostedes Pascoe, 1859
- Otenis Heller, 1917
- Othelais Pascoe, 1866
- Otroea Pascoe, 1866
- Otroeopsis Breuning, 1939
- Ovaloparmena Breuning & Teocchi, 1983
- Oxathres Bates, 1864
- Oxathridia Gilmour, 1963
- Oxyhammus Kolbe, 1894
- Oxylamia Breuning, 1944
- Oxylia Mulsant, 1862
- Ozineus Bates, 1863
- Ozotroctes Bates, 1861
- Pachyosa Fairmaire, 1897
- Pachypeza Audinet-Serville, 1835
- Palame Bates, 1864
- Palausybra Gressitt, 1956
- Palimna Pascoe, 1862
- Palimnodes Breuning, 1938
- Pallidohecyra Breuning, 1956
- Palpicrassus Galileo & Martins, 2007
- Panegyrtes Thomson, 1868
- Pannychella Gilmour, 1962
- Pannychina Gilmour, 1962
- Pantilema Aurivillius, 1911
- Parabangalaia Breuning, 1946
- Parabaryssinus Monné, 2009
- Parabiobessa Breuning, 1936
- Parabixadus Breuning, 1935
- Parablabicentrus Dalens, Touroult & Tavakilian, 2009
- Parablepisanis Breuning, 1950
- Parabrimidius Breuning, 1938
- Parabrimus Breuning, 1936
- Parabryna Hüdepohl, 1995
- Parabybe Schwarzer, 1930
- Paracaciella Breuning, 1969
- Paracalamobius Breuning, 1982
- Paracallia Martins & Galileo, 1998
- Paracanista Breuning, 1951
- Paracanthocinus Breuning, 1965
- Paracanthosybra Breuning, 1980
- Paracartus Hunt & Breuning, 1957
- Paracedemon Breuning, 1943
- Parachalastinus Galileo & Martins, 2001
- Parachariesthes Breuning, 1934
- Parachydaeopsis Breuning, 1968
- Paracleodoxus Monné M. A. & Monné M. L., 2010
- Paraclodia Breuning, 1974
- Paracnemolia Breuning, 1935
- Paracoedomea Breuning, 1942
- Paracomeron Heller, 1912
- Paracompsosoma Breuning, 1948
- Paracondyloides Breuning, 1978
- Paracoptops Aurivillius, 1926
- Paracornallis Breuning, 1969
- Paracorrhenes Breuning, 1978
- Paracorus Kolbe, 1893
- Paracristenes Breuning, 1970
- Paracristocentrus Breuning, 1980
- Paracrossotus Breuning, 1969
- Paracyclotaenia Breuning, 1935
- Paracyriothasastes Breuning, 1978
- Paradaxata Breuning, 1938
- Paraderpas Breuning, 1968
- Paradesisa Breuning, 1938
- Paradesmiphora Breuning, 1959
- Paradeucalion Breuning, 1950
- Paradiadelia Breuning, 1940
- Paradiallus Breuning, 1950
- Paradichostathes Breuning, 1969
- Paradidymocentrus Breuning, 1956
- Paradiexia Heller, 1923
- Paradihammus Breuning, 1935
- Paradinocephalus Breuning, 1954
- Paradiscopus Schwarzer, 1930
- Paradisterna Breuning, 1959
- Paradjinga Breuning, 1970
- Paradocus Breuning, 1956
- Paradoliops Breuning, 1959
- Paradriopea Breuning, 1965
- Paradrycothaea Galileo & Martins, 2010
- Paradyemus Breuning, 1951
- Paradystus Aurivillius, 1923
- Paraegocidnus Breuning, 1956
- Paraenicodes Sudre, Vives, Cazères & Mille, 2010
- Paraepepeotes Pic, 1935
- Paraesylacris Breuning, 1940
- Parafrea Breuning, 1956
- Parafreoides Breuning, 1975
- Paragasponia Breuning, 1981
- Paraglenea Bates, 1866
- Paragnia Gahan, 1893
- Paragniopsis Breuning, 1965
- Paragolsinda Breuning, 1956
- Paragraciella Breuning, 1934
- Paragrynex Breuning, 1940
- Parahathlia Breuning, 1961
- Parahepomidion Breuning, 1936
- Parahiekeia Breuning, 1977
- Parahyagnis Breuning, 1939
- Parahybolasius Breuning, 1982
- Parahyllisia Breuning, 1942
- Paralamiodorcadion Breuning, 1967
- Paralatisternum Breuning, 1963
- Paralcidion Gilmour, 1957
- Paraleiopus Breuning, 1956
- Paraleprodera Breuning, 1935
- Paralophia Aurivillius, 1924
- Paralychrosimorphus Breuning, 1965
- Paramallosia Fuchs, 1955
- Paramblesthidopsis Breuning, 1981
- Paramblymora Breuning, 1961
- Paramecyna Aurivillius, 1908
- Paramelanauster Breuning, 1936
- Paramenesia Breuning, 1952
- Paramenyllus Breuning, 1938
- Paramesosella Breuning, 1940
- Parametopides Breuning, 1936
- Paramimiculus Breuning, 1964
- Paramispila Breuning, 1959
- Paramispilopsis Breuning, 1947
- Paramoechotypa Breuning, 1938
- Paramonoxenus Breuning, 1970
- Paramoron Aurivillius, 1908
- Paramulciber Breuning, 1939
- Paramurosternum Breuning, 1936
- Paramusonius Breuning, 1980
- Paramussardia Breuning, 1965
- Paramussardiana Breuning, 1979
- Paramyromeus Breuning, 1956
- Paranaches Breuning, 1959
- Paranaesthetis Breuning, 1982
- Paranaleptes Breuning, 1937
- Paranamera Breuning, 1935
- Paranandra Breuning, 1940
- Parananilla Breuning, 1956
- Paranauxesis Breuning, 1940
- Parancylistes Breuning, 1957
- Paraneosybra Hayashi, 1978
- Paranhammus Breuning, 1944
- Paranicomia Breuning, 1959
- Paraniphona Breuning, 1970
- Paranisopodus Monné & Martins, 1976
- Paranitocris Breuning, 1950
- Paranonyma Breuning, 1957
- Parapeba Galileo & Martins, 2001
- Parapeleconus Breuning, 1970
- Parapezus Breuning, 1938
- Paraphanis Breuning, 1977
- Paraphemone Gressitt, 1935
- Paraphilomecyna Breuning, 1966
- Paraphloeopsis Breuning, 1961
- Paraphosphorus Linnell, 1896
- Paraphronastes Breuning, 1980
- Paraphryneta Breuning, 1937
- Paraplagiomus Breuning & Teocchi, 1984
- Paraplanodes Breuning, 1939
- Parapolyacanthia Breuning, 1951
- Parapolytretus Breuning, 1944
- Parapomempsoides Breuning, 1981
- Parapotemnemus Breuning, 1971
- Paraprobatius Breuning, 1955
- Paraprotomocerus Breuning, 1966
- Parapteridotelus Breuning, 1962
- Parapythais Monné, 1980
- Pararhopaloscelides Breuning, 1947
- Pararhytiphora Breuning, 1938
- Pararondibilis Breuning, 1961
- Pararopica Breuning, 1966
- Parasalvazaon Breuning, 1958
- Paraschoenionta Breuning, 1950
- Parasemolea Martins & Galileo, 1990
- Paraserixia Breuning, 1954
- Parasmermus Breuning, 1969
- Parasolymus Breuning, 1934
- Parasomatidia Breuning, 1978
- Parasophronica Breuning, 1940
- Parasophronicomimus Breuning, 1971
- Parasophroniella Breuning, 1943
- Parasphigmothorax Breuning, 1974
- Paraspilotragus Breuning, 1970
- Parastathes Breuning, 1956
- Parastenostola Breuning, 1952
- Parastesilea Breuning, 1959
- Parasthenias Breuning, 1938
- Parasulenus Breuning, 1957
- Parasumelis Breuning, 1977
- Parasybra Breuning & Chûjô, 1968
- Parasybropis Breuning, 1963
- Paratenthras Monné, 1998
- Parathemistus Breuning, 1950
- Paratheocris Breuning, 1938
- Paratheresina Breuning, 1975
- Parathyastus Aurivillius, 1913
- Parathyestes Breuning, 1980
- Parathylactus Breuning & de Jong, 1941
- Parathylia Breuning, 1958
- Paratimiola Breuning, 1965
- Paratlepolemoides Breuning, 1962
- Paratrachysomus Monné & Fragoso, 1984
- Paratragon Teocchi & Sudre, 2002
- Paratrichonius Monné M. L. & Monné M. A., 2011
- Paratritania Breuning, 1961
- Paratropidema Breuning, 1961
- Paratrypanius Aurivillius, 1908
- Paratybe Teocchi & Sudre, 2003
- Parauna Lane, 1972
- Parauxa Breuning, 1940
- Paravelleda Breuning, 1936
- Paraxenolea Breuning, 1950
- Paraxoes Breuning, 1958
- Paraxylotoles Breuning, 1973
- Parazorilispe Breuning, 1940
- Parazosmotes Breuning, 1959
- Parazosne Aurivillius, 1926
- Pardaloberea Pic, 1926
- Parechthistatus Breuning, 1942
- Parectatina Breuning, 1959
- Parectatosia Breuning, 1940
- Parecyroschema Breuning, 1969
- Paremeopedus Gressitt, 1956
- Parentelopes Breuning, 1954
- Pareoporis Breuning, 1969
- Parepectasoides Breuning, 1979
- Parepicedia Breuning, 1943
- Parepilysta Breuning, 1939
- Parereis Breuning, 1938
- Pareryssamena Breuning, 1969
- Paressisus Aurivillius, 1917
- Parestola Bates, 1880
- Paretaxalus Breuning, 1938
- Pareunidia Breuning, 1967
- Pareuseboides Breuning, 1948
- Pareutaenia Breuning, 1948
- Pareutetrapha Breuning, 1952
- Parexarrhenus Breuning, 1938
- Parexocentrus Breuning, 1964
- Parhaplothrix Breuning, 1935
- Parhecyra Breuning, 1942
- Parhippopsicon Breuning, 1942
- Parhippopsis Breuning, 1973
- Parichthyodes Breuning, 1959
- Paridactus Gahan, 1898
- Paripochira Breuning, 1957
- Paripocregyes Breuning, 1938
- Pariproca Breuning, 1968
- Parischnolea Breuning, 1942
- Parmena Dejean, 1821
- Parmenolamia Breuning, 1950
- Parmenomorpha Blackburn, 1889
- Parmenonta Thomson, 1868
- Parmenopsis Ganglbauer, 1881
- Parmenosoma Schaeffer, 1908
- Parobages Breuning, 1940
- Parobereopsis Breuning, 1956
- Parochamus Dillon & Dillon, 1961
- Paroeax Jordan, 1903
- Paroectropsis Cerda, 1954
- Paroecus Bates, 1863
- Paroligopsis Breuning, 1959
- Paromelix Aurivillius, 1907
- Paroriaethus Breuning, 1936
- Paroricopis Breuning, 1958
- Parorsidis Breuning, 1935
- Parostedes Breuning, 1977
- Parothelais Breuning, 1948
- Paruraecha Breuning, 1935
- Pascoea White, 1855
- Pattalinus Bates, 1881
- Peblephaeus Kusama & Takakuwa, 1984
- Pelargoderus Audinet-Serville, 1835
- Peloconus Jordan, 1906
- Pemptolasius Gahan, 1890
- Penaherreraus Roguet, 2004
- Penhammus Kolbe, 1893
- Pentacosmia Newman, 1842
- Penthea Castelnau, 1840
- Pentheochaetes Melzer, 1932
- Pentheopraonetha Breuning, 1960
- Penthides Matsushita, 1933
- Periaptodes Pascoe, 1866
- Peribasis Thomson, 1864
- Pericasta Dillon & Dillon, 1952
- Pericorus Breuning, 1959
- Pericycos Breuning, 1944
- Periergates Lacordaire, 1872
- Periestola Breuning, 1943
- Perimonochamus Teocchi, Sudre & Jiroux, 2011
- Peritapnia Horn, 1894
- Peritrox Bates, 1865
- Pertyia Aurivillius, 1922
- Petrognatha Leach, 1819
- Phacellocera Castelnau, 1840
- Phacellocerina Lane, 1964
- Phacellus Dejean, 1835
- Phaea Newman, 1840
- Phaeapate Pascoe, 1865
- Phanis Fairmaire, 1893
- Phantasis Thomson, 1860
- Pharsalia Thomson, 1864
- Phaula Thomson, 1857
- Phelipara Pascoe, 1866
- Phemonoides Breuning, 1940
- Phemonopsis Breuning, 1948
- Phesates Pascoe, 1865
- Phesatiodes Hüdepohl, 1995
- Philicus Pascoe, 1883
- Philomecyna Kolbe, 1894
- Philotoceraeoides Breuning, 1957
- Philotoceraeus Fairmaire, 1896
- Phlaeopsis Blanchard, 1853
- Phloeus Jordan, 1903
- Phlyarus Pascoe, 1858
- Phoebe Audinet-Serville, 1835
- Phoebella Lane, 1966
- Phoebemima Tippmann, 1960
- Phosphorus Thomson, 1857
- Phrissolaus Bates, 1881
- Phrissoma Castelnau, 1840
- Phrissomidius Breuning, 1939
- Phrissomorimus Breuning, 1943
- Phryneta Dejean, 1835
- Phrynetoides Duvivier, 1891
- Phrynetolamia Breuning, 1935
- Phrynetopsis Kolbe, 1893
- Phrynidius Lacordaire, 1869
- Phymasterna Castelnau, 1840
- Phymasterna Castelnau, 1840
- Phytoecia Dejean, 1835
- Phyxium Pascoe, 1864
- Piampatara Martins & Galileo, 1992
- Pibanga Galileo & Martins, 1995
- Piezochaerus Melzer, 1932
- Piimuna Martins & Galileo, 1998
- Pilemia Fairmaire, 1864
- Piliranova Breuning, 1960
- Pilomecyna Breuning, 1940
- Pinacosterna Harold, 1879
- Piola Marinoni, 1974
- Piratininga Galileo & Martins, 1992
- Piruanycha Martins & Galileo, 1997
- Piruauna Galileo & Martins, 1998
- Pirulintia Simonetta & Teocchi, 1995
- Pithodia Pascoe, 1865
- Pithomictus Pascoe, 1864
- Plagiohammus Dillon & Dillon, 1941
- Plagiomus Quedenfeldt, 1888
- Plagiosarus Bates, 1880
- Planeacanista Hayashi, 1959
- Planodema Thomson, 1860
- Planodes Newman, 1842
- Platycranium Aurivillius, 1917
- Platysternus Dejean, 1835
- Plaumanniella Fisher, 1938
- Plaxomicrus Thomson, 1857
- Plectrodera Dejean, 1835
- Plectropygus Gahan, 1898
- Plectroscapoides Teocchi, 1996
- Plectroscapus Gahan, 1890
- Plectrura Mannerheim, 1852
- Plerodia Thomson, 1868
- Plistonax Thomson, 1864
- Plocia Newman, 1842
- Plociella Breuning, 1949
- Poecilippe Bates, 1874
- Poecilobactris Kolbe, 1898
- Pogonillus Bates, 1885
- Pogonocherus Dejean, 1821
- Poimenesperus Thomson, 1857
- Poliaenus Bates, 1880
- Politodorcadion Danilevsky, 1996
- Polyacanthia Montrouzier, 1861
- Polyrhaphis Audinet-Serville, 1835
- Polytretus Gahan, 1893
- Porangonycha Martins & Galileo
- Poromecyna Aurivillius, 1911
- Potemnemus Thomson, 1864
- Pothyne Thomson, 1864
- Potiapunga Galileo & Martins, 2013
- Potiatuca Galileo & Martins, 2006
- Poticuara Martins & Galileo, 1991
- Praolia Bates, 1884
- Praonethomimus Breuning, 1939
- Pretilia Bates, 1866
- Priscatoides Dillon & Dillon, 1945
- Priscilla Thomson, 1864
- Probatiomimus Melzer, 1926
- Probatodes Thomson, 1864
- Proceroblesthis Galileo & Martins, 1987
- Proctocera Chevrolat, 1855
- Prodomitia Jordan, 1894
- Prohylus Martins & Galileo, 1990
- Propantodice Franz, 1954
- Proparasophronica Sama & Sudre, 2009
- Proplerodia Martins & Galileo, 1990
- Prosenella Lane, 1959
- Proseriphus Monné, 2005
- Prosidactus Teocchi, Sudre & Jiroux, 2010
- Prosoplus Blanchard, 1853
- Prosopocera Blanchard, 1845
- Protilema Aurivillius, 1908
- Protilemoides Kriesche, 1923
- Protomocerus Gahan, 1898
- Protonarthron Thomson, 1858
- Protorhopala Thomson, 1860
- Proxatrypanius Gilmour, 1959
- Psacothea Gahan, 1888
- Psapharochrus Thomson, 1864
- Psapharoctes Tavakilian & Néouze, 2007
- Psectrocera Pascoe, 1862
- Psenocerus LeConte, 1852
- Pseudabryna Schultze, 1916
- Pseudacanthocinus Breuning, 1956
- Pseudaelara Heller, 1912
- Pseudaethomerus Tippmann, 1953
- Pseudalidus Breuning, 1959
- Pseudanaesthetis Pic, 1922
- Pseudanamera Breuning, 1935
- Pseudancita Breuning, 1949
- Pseudancylistes Breuning, 1957
- Pseudangulatus Dillon & Dillon, 1959
- Pseudanhammus Ritsema, 1889
- Pseudapomecyna Breuning, 1954
- Pseudapriona Breuning, 1936
- Pseudaprophata Breuning, 1961
- Pseudaristobia Breuning, 1943
- Pseudastylopsis Dillon, 1956
- Pseudauxa Breuning, 1966
- Pseudectatosia Breuning, 1940
- Pseudegalicia Galileo & Martins, 2001
- Pseudelasma Breuning, 1968
- Pseudepaphra Breuning, 1956
- Pseudepectasis Breuning, 1940
- Pseudepilysta Hüdepohl, 1996
- Pseudestola Breuning, 1940
- Pseudestoloides Breuning & Heyrovsky, 1961
- Pseudetaxalus Breuning, 1939
- Pseudeuclea Schwarzer, 1931
- Pseudeuseboides Breuning, 1968
- Pseudexocentrus Breuning, 1957
- Pseudhammus Kolbe, 1894
- Pseudhecyra Breuning, 1976
- Pseudhepomidion Breuning, 1936
- Pseudhomelix Breuning, 1937
- Pseudhoplomelas Breuning, 1957
- Pseudhoplorana Breuning, 1962
- Pseudidactus Breuning, 1977
- Pseudimalmus Breuning, 1934
- Pseudipochira Breuning, 1956
- Pseudipocragyes Pic, 1923
- Pseudischnolea Breuning, 1953
- Pseudobeta Zajciw, 1972
- Pseudobixadus Breuning, 1936
- Pseudobixatoides Breuning, 1979
- Pseudobrimus Breuning, 1936
- Pseudobybe Breuning, 1962
- Pseudocalamobius Kraatz, 1879
- Pseudocelosterna Breuning, 1943
- Pseudocentruropsis Breuning, 1961
- Pseudochariesthes Breuning, 1934
- Pseudochlorisanis Breuning, 1954
- Pseudochoeromorpha Breuning, 1936
- Pseudoclodia Breuning, 1957
- Pseudoclyzomedus Yamasako, 2009
- Pseudocobelura Martins & Monné, 1974
- Pseudocoedomea Breuning, 1971
- Pseudocomeron Breuning, 1963
- Pseudoconizonia Breuning, 1956
- Pseudocoptops Breuning, 1977
- Pseudocorus Breuning, 1960
- Pseudocriopsis Melzer, 1931
- Pseudocyriocrates Breuning, 1935
- Pseudodidymocentrus Breuning, 1956
- Pseudodihammus Breuning, 1936
- Pseudodisterna Breuning, 1953
- Pseudodoliops Schultze, 1934
- Pseudoechthistatus Pic, 1917
- Pseudofrea Breuning, 1978
- Pseudogisostola Fontes & Martins, 1977
- Pseudoglenea Gilmour & Breuning, 1963
- Pseudogrammopsis Zajciw, 1960
- Pseudoharpya Breuning, 1935
- Pseudohippopsis Gestro, 1895
- Pseudohyllisia Breuning, 1942
- Pseudokamikiria Breuning, 1964
- Pseudolatisternum Breuning, 1938
- Pseudolepturges Gilmour, 1957
- Pseudolinda Breuning, 1954
- Pseudolmotega Breuning, 1959
- Pseudolophia Breuning, 1938
- Pseudomacrochenus Breuning, 1943
- Pseudomecas Aurivillius, 1920
- Pseudomeges Breuning, 1944
- Pseudomenyllus Breuning, 1970
- Pseudometopides Breuning, 1936
- Pseudomiccolamia Pic, 1916
- Pseudomonochamus Breuning, 1943
- Pseudomonoxenus Breuning, 1958
- Pseudomoron Breuning, 1965
- Pseudomulciber Breuning, 1961
- Pseudomussardia Breuning, 1974
- Pseudomyagrus Breuning, 1944
- Pseudomyromeus Breuning, 1961
- Pseudonemophas Breuning, 1944
- Pseudonicarete Breuning, 1980
- Pseudonitocris Breuning, 1961
- Pseudononyma Breuning, 1961
- Pseudonupserha Aurivillius, 1914
- Pseudoopsis Breuning, 1956
- Pseudoparaphloeus Sama, 2009
- Pseudoparmena Breuning, 1956
- Pseudoperma Dillon & Dillon, 1946
- Pseudopezus Breuning, 1969
- Pseudopharsalia Breuning, 1969
- Pseudophaula Lane, 1973
- Pseudophosphorus Breuning, 1934
- Pseudophytoecia Breuning, 1950
- Pseudoplanodes Breuning, 1935
- Pseudopothyne Breuning, 1960
- Pseudopsacothea Pic, 1935
- Pseudorhaphiptera Breuning, 1956
- Pseudorhodopis Breuning, 1940
- Pseudoricopis Breuning, 1970
- Pseudoropica Breuning, 1968
- Pseudorsidis Breuning, 1944
- Pseudorucentra Breuning, 1948
- Pseudoschoenionta Breuning, 1954
- Pseudosophronica Breuning, 1978
- Pseudosparna Mermudes & Monné, 2009
- Pseudospermus Pic, 1934
- Pseudostedes Breuning, 1976
- Pseudostenidea Breuning, 1953
- Pseudostesilea Breuning, 1965
- Pseudostixis Breuning, 1936
- Pseudostyne Breuning, 1940
- Pseudosybra Breuning, 1960
- Pseudosybroides Breuning, 1979
- Pseudotacocha Martins & Galileo, 2012
- Pseudotaeniotes Dillon & Dillon, 1949
- Pseudotapeina Breuning, 1965
- Pseudotapnia Chemsak & Linsley, 1978
- Pseudoterinaea Breuning, 1940
- Pseudotetraglenes Breuning & Chûjô, 1968
- Pseudothestus Breuning, 1943
- Pseudothyastus Breuning, 1938
- Pseudothyestes Breuning, 1980
- Pseudotmesisternus Breuning, 1951
- Pseudotrachystola Breuning, 1943
- Pseudotragiscus Breuning, 1934
- Pseudotragocephala Breuning, 1934
- Pseudovelleda Breuning, 1936
- Pseudoxenicotela Breuning, 1959
- Pseudozelota Breuning, 1936
- Pseudozorilispe Breuning, 1976
- Pseudozygocera Breuning, 1948
- Pseuduraecha Pic, 1925
- Psyllotoxoides Breuning, 1961
- Psyllotoxus Thomson, 1868
- Ptericoptomimus Melzer, 1935
- Ptericoptus Lacordaire, 1830
- Pteridoteloides Breuning, 1951
- Pteridotelus White, 1855
- Pterochaos Thomson, 1868
- Pterolamia Breuning, 1942
- Pterolophia Newman, 1842
- Pterolophiella Breuning, 1952
- Pterolophioides Breuning, 1942
- Pteromallosia Pic, 1900
- Pteroplius Lacordaire, 1830
- Ptychodes Audinet-Serville, 1835
- Puanama Galileo & Martins, 1995
- Pucallpa Lane, 1959
- Pulchrenicodes Breuning, 1953
- Pulchrodiboma Breuning, 1947
- Punctozotroctes Tavakilian & Néouze, 2007
- Purusia Lane, 1956
- Purusiella Dalens, Touroult & Tavakilian, 2010
- Pycnomorphidiellus Tavakilian & Peñaherrera, 2003
- Pycnopsis Thomson, 1857
- Pygmaeopsis Schaeffer, 1908
- Pygmaleptostylus Gilmour, 1963
- Pygoptosia Reitter, 1895
- Pyrianoreina Martins & Galileo, 2008
- Pythais Thomson, 1857
- Quasimesosella Miroshnikov, 2006
- Quatiara Lane, 1972
- Quirimbaua Martins & Galileo, 2004
- Ramularius Aurivillius, 1908
- Ranova Thomson, 1864
- Recchia Lane, 1966
- Retilla Lacordaire, 1872
- Rhadia Pascoe, 1867
- Rhaphidopsis Gerstaecker, 1855
- Rhaphiptera Audinet-Serville, 1835
- Rhaphipteroides Tavakilian, Dalens & Touroult, 2007
- Rhodopina Gressitt, 1951
- Rhopaloscelis Blessig, 1872
- Rhytiphora Audinet-Serville, 1835
- Rondibilis Thomson, 1857
- Ropica Pascoe, 1858
- Ropicapomecyna Breuning, 1957
- Ropicella Breuning, 1940
- Ropicomimus Breuning, 1939
- Ropicomorphoides Breuning, 1958
- Ropicosybra Pic, 1945
- Rosalba Thomson, 1864
- Rosenbergia Ritsema, 1881
- Rucentra Schwarzer, 1931
- Rufohammus Breuning, 1939
- Rufosophronica Breuning, 1971
- Rufulosophronica Breuning, 1960
- Rugosocleptes Breuning, 1951
- Rumacon Blackwelder, 1946
- Rumuara Martins & Galileo, 2006
- Saepiseuthes Thomson, 1868
- Salvazaon Pic, 1928
- Sangaris Dalman, 1823
- Saperda Fabricius, 1775
- Saperda Fabricius, 1775
- Saperdoglenea Breuning, 1964
- Sarathropezus Kolbe, 1893
- Sarillus Bates, 1885
- Sarothrocera White, 1846
- Satipoella Lane, 1964
- Savang Breuning, 1963
- Scabroschema Breuning, 1953
- Scapacartus Breuning, 1971
- Scapastathes Breuning, 1956
- Scapeuseboides Breuning, 1958
- Scapexocentrus Breuning, 1965
- Scapochariesthes Breuning, 1948
- Scapodasys Breuning, 1970
- Scapogoephanes Breuning, 1955
- Scaposerixia Breuning, 1975
- Scaposodus Breuning, 1961
- Scaposophroniella Breuning, 1956
- Scapozygocera Breuning, 1947
- Scapozygoceropsis Breuning, 1973
- Schiacallia Galileo & Martins, 1991
- Schoenionta Thomson, 1868
- Schoutedenius Breuning, 1954
- Schreiteria Melzer, 1933
- Sciadosoma Melzer, 1934
- Sciocyrtinus Fisher, 1935
- Scleronotus White, 1855
- Scolochilus Monné, 1979
- Scopadus Pascoe, 1857
- Scytasis Pascoe, 1867
- Semiangusta Pic, 1892
- Sepicana Kriesche, 1923
- Serixia Pascoe, 1856
- Serixiomenesia Breuning, 1959
- Serixiomimus Breuning, 1966
- Serixiophytoecia Breuning, 1950
- Sesiosa Pascoe, 1865
- Setodocus Breuning, 1968
- Setohyllisia Breuning, 1949
- Setomesosa Breuning, 1968
- Setoparmena Breuning, 1971
- Setoropica Breuning, 1965
- Setosophroniella Breuning, 1961
- Setovelleda Breuning, 1961
- Sibapipunga Martins & Galileo, 1993
- Silgonda Heller, 1924
- Similocorus Breuning, 1971
- Similonedine Hua, 1993
- Similosodus McKeown, 1945
- Sinodorcadion Gressitt, 1939
- Sinomimovelleda Chiang, 1963
- Sodopsis Breuning, 1961
- Soluta Lacordaire, 1872
- Solymus Lacordaire, 1872
- Somatidia Thomson, 1864
- Somatidiopsis Breuning, 1953
- Somatocleptes Breuning, 1947
- Somatolita Aurivillius, 1915
- Somatovelleda Breuning, 1943
- Sophronica Blanchard, 1845
- Sophronicoides Breuning, 1986
- Sophronicomimus Breuning, 1957
- Sophronisca Aurivillius, 1910
- Sorbia Pascoe, 1865
- Sorelia Lane, 1965
- Soridopsis Breuning, 1940
- Sormea Lacordaire, 1872
- Sormida Gahan, 1888
- Sormidomorpha Aurivillius, 1920
- Sotades Pascoe, 1864
- Soupha Breuning, 1963
- Souvanna Breuning, 1963
- Spalacopsis Newman, 1842
- Sparna Thomson, 1864
- Spathoptera Audinet-Serville, 1835
- Sphallonycha Bates, 1881
- Sphigmothorax Gressitt, 1939
- Sphingnotus Perroud, 1855
- Spilotragoides Breuning, 1981
- Spilotragus Jordan, 1903
- Spinaristobia Breuning, 1963
- Spinegesina Breuning, 1974
- Spinenicodes Breuning, 1965
- Spinetaxalus Breuning, 1968
- Spinetaxalus Breuning, 1981
- Spineugrapheus Breuning, 1964
- Spineuteleuta Breuning, 1961
- Spinexocentrus Breuning, 1958
- Spinhoplathemistus Breuning, 1973
- Spinipochira Breuning, 1963
- Spinipocregyes Breuning, 1949
- Spinoberea Breuning, 1954
- Spinoblesthis Galileo & Martins, 1987
- Spinocentruropsis Breuning, 1979
- Spinochariesthes Breuning, 1970
- Spinodiadelia Breuning, 1960
- Spinogoephanes Breuning, 1964
- Spinogramma Breuning, 1947
- Spinohybolasius Breuning, 1959
- Spinoleioposopus Breuning, 1975
- Spinoleiopus Breuning, 1965
- Spinomyrmecoclytus Breuning, 1970
- Spinopotemnemus Breuning, 1973
- Spinopraonetha Breuning, 1960
- Spinopterolophia Breuning, 1965
- Spinosodus Breuning & de Jong, 1941
- Spinosomatidia Hunt & Breuning, 1955
- Spinosophronica Breuning, 1948
- Spinosophroniella Breuning, 1961
- Spinosophronisca Breuning, 1962
- Spinospasma Breuning, 1970
- Spinostenellipsis Breuning, 1959
- Spinovelleda Breuning, 1942
- Spinozorilispe Breuning, 1963
- Spinozotroctes Tavakilian & Néouze, 2007
- Spodotaenia Fairmaire, 1884
- Sporetus Bates, 1864
- Squamosaperdopsis Breuning, 1959
- Stathmodera Gahan, 1890
- Stegenagapanthia Pic, 1924
- Stegenodes Breuning, 1942
- Stegenus Pascoe, 1857
- Steirastoma Lacordaire, 1830
- Stellognatha Dejean, 1835
- Stenauxa Aurivillius, 1926
- Stenellipsis Bates, 1874
- Stenideopsis Breuning, 1940
- Stenobia Lacordaire, 1872
- Stenocentrura Breuning, 1948
- Stenocidnus Breuning, 1956
- Stenocoptoides Breuning, 1942
- Stenocoptus Kolbe, 1893
- Stenodoliops Vives, 2009
- Stenolis Bates, 1864
- Stenomesosa Breuning, 1939
- Stenomiaenia Breuning, 1960
- Stenoparmena Thomson, 1864
- Stenopausa Breuning, 1940
- Stenophloeus Breuning, 1938
- Stenophryneta Aurivillius, 1907
- Stenostola Dejean, 1835
- Stereomerus Melzer, 1935
- Sternacanista Tippmann, 1955
- Sternacutus Gilmour, 1961
- Sternidius LeConte, 1873
- Sternidocinus Dillon, 1956
- Sternohammus Breuning, 1935
- Sternoharpya Aurivillius, 1913
- Sternorsidis Breuning, 1959
- Sternotomis Percheron, 1836
- Sternycha Dillon & Dillon, 1945
- Stesilea Pascoe, 1865
- Stethoperma Lameere, 1884
- Sthenias Dejean, 1835
- Stheniopygus Breuning, 1938
- Stibara Hope, 1840
- Stixis Gahan, 1890
- Strandiata Breuning, 1936
- Stratioceros Lacordaire, 1869
- Striatacanthocinus Breuning, 1970
- Striatanaesthetis Breuning, 1957
- Striatorsidis Breuning, 1960
- Strioderes Giorgi, 2001
- Striomecyna Breuning, 1957
- Striomiaena Breuning, 1963
- Striononyma Breuning, 1961
- Striophytoecia Breuning, 1969
- Stychoides Breuning, 1940
- Stychoparmena Breuning, 1939
- Styloleptoides Chalumeau, 1983
- Styloleptus Dillon, 1956
- Subexocentrus Breuning, 1963
- Subinermexocentrus Breuning, 1971
- Suipinima Martins & Galileo, 2004
- Sulawesiella Weigel & Withaar, 2006
- Sulenopsis Breuning, 1957
- Sulenus Lacordaire, 1872
- Sulpitus Dillon & Dillon, 1945
- Sumelis Thomson, 1864
- Superagnia Breuning, 1968
- Susuanycha Galileo & Martins, 2005
- Sybaguasu Martins & Galileo, 1991
- Sybra Pascoe, 1865
- Sybrepilysta Breuning, 1961
- Sybrinus Gahan, 1900
- Sybrocentrura Breuning, 1947
- Sybrodoius Breuning, 1957
- Sybrohyagnis Breuning, 1960
- Sybromimus Breuning, 1940
- Sybroopsis Breuning, 1949
- Sybropis Pascoe, 1885
- Sybroplocia Breuning, 1959
- Sybropraonetha Breuning, 1960
- Sychnomerus Bates, 1885
- Sydonia Thomson, 1864
- Sympagus Bates, 1881
- Symperga Lacordaire, 1872
- Sympergoides Lane, 1970
- Symphyletes Newman, 1842
- Sympleurotis Bates, 1881
- Synaphaeta Thomson, 1864
- Synelasma Pascoe, 1858
- Synhomelix Kolbe, 1893
- Synixais Aurivillius, 1911
- Syrrhopeus Pascoe, 1865
- Tabatinga Lane, 1966
- Taelosilla Thomson, 1868
- Taeniotes Audinet-Serville, 1835
- Taiwanajinga Hayashi, 1978
- Tambusa Distant, 1905
- Tambusoides Breuning, 1955
- Tangavelleda Teocchi, 1997
- Tapeina Lepeletier & Audinet-Serville in Latreille, 1828
- Taricanus Thomson, 1868
- Taurolema Thomson, 1860
- Taurorcus Thomson, 1857
- Temnolamia Breuning, 1961
- Temnoscelis Chevrolat, 1855
- Temnosceloides Breuning & Teocchi, 1973
- Temnosternopsis Breuning, 1939
- Temnosternus White, 1855
- Tenthras Thomson, 1864
- Teosophronica Sama & Sudre, 2009
- Tephrolamia Fairmaire, 1901
- Terinaea Bates, 1884
- Tesapeus Galileo & Martins, 2012
- Tessarecphora Thomson, 1857
- Tetamauara Martins & Galileo, 1991
- Tetanola Bates, 1881
- Tethystola Thomson, 1868
- Tetradia Thomson, 1864
- Tetraglenes Newman, 1842
- Tetraopes Dalman in Schönherr, 1817
- Tetraophthalmus Dejean, 1835
- Tetrarpages Thomson, 1868
- Tetrasarus Bates, 1880
- Tetraulax Jordan, 1903
- Tetrops Kirby, 1826
- Tetrorea White, 1846
- Tetroreopsis Breuning, 1940
- Thaumasesthes Fairmaire, 1894
- Themistonoe Thomson, 1864
- Theocris Thomson, 1858
- Theophilea Pic, 1895
- Thereselia Pic, 1944
- Theresina Pic, 1944
- Therippia Pascoe, 1865
- Thermistis Pascoe, 1867
- Thermonotus Gahan, 1888
- Thestus Pascoe, 1866
- Thita Aurivillius, 1914
- Thryallis Thomson, 1858
- Thyada Pascoe, 1863
- Thyestilla Aurivillius, 1923
- Thylactomimus Breuning, 1959
- Thylactus Pascoe, 1866
- Thysia Thomson, 1860
- Tibiosioma Martins & Galileo, 1990
- Tigranella Breuning, 1940
- Tigrinestola Breuning, 1949
- Tinkhamia Gressitt, 1937
- Titoceres Thomson, 1868
- Tlepolemoides Breuning, 1957
- Tlepolemus Thomson, 1864
- Tmesisternus Latreille, 1829
- Tomohammus Breuning, 1935
- Tomolamia Lameere, 1893
- Tomrogersia Fragoso, 1980
- Toronaeus Bates, 1864
- Touroultia Nearns & Tavakilian, 2012
- Trachelophora Perroud, 1855
- Trachyliopus Fairmaire, 1901
- Trachysomus Audinet-Serville, 1835
- Trachystohamus Pic, 1936
- Trachystola Pascoe, 1862
- Trachystolodes Breuning, 1943
- Tragiscomoides Teocchi & Sudre, 2009
- Tragiscoschema Thomson, 1857
- Tragocephala Dejean, 1835
- Tragon Murray, 1871
- Tragostoma Aurivillius, 1914
- Tragostomoides Breuning, 1954
- Transipochira Breuning, 1977
- Trenetica Thomson, 1868
- Trestoncideres Martins & Galileo, 1990
- Trestonia Buquet, 1859
- Triammatus Chevrolat, 1857
- Trichacalolepta Breuning, 1982
- Trichacanthocinus Breuning, 1963
- Trichadjinga Breuning, 1975
- Trichagnia Breuning, 1938
- Trichalcidion Monné & Delfino, 1981
- Trichalphus Bates, 1881
- Trichamechana Breuning, 1938
- Trichastylopsis Dillon, 1956
- Trichatelais Breuning, 1953
- Trichauxa Breuning, 1957
- Tricheczemotes Breuning, 1938
- Trichellipsis Breuning, 1958
- Trichemeopedus Breuning, 1975
- Trichepectasis Breuning, 1940
- Trichestola Breuning, 1950
- Trichhoplomelas Breuning, 1957
- Trichillurges Gilmour, 1961
- Trichipochira Breuning, 1959
- Trichipocregyes Breuning, 1950
- Trichoanoreina Júlio & Monné, 2005
- Trichocanonura Dillon, 1956
- Trichocnaeia Breuning, 1959
- Trichocontoderes Breuning, 1957
- Trichocoscinesthes Breuning, 1954
- Trichodemodes Breuning, 1963
- Trichodiadelia Breuning, 1940
- Trichodiboma Breuning, 1961
- Trichodocus Breuning, 1939
- Trichodorcadion Breuning, 1942
- Trichoeax Breuning, 1938
- Trichognoma Breuning, 1956
- Trichohammus Breuning, 1938
- Trichohathliodes Breuning, 1959
- Trichohestima Breuning, 1943
- Trichohippopsis Breuning, 1958
- Trichohoplorana Breuning, 1961
- Trichohyllisia Breuning, 1942
- Tricholamia Bates, 1884
- Tricholeiopus Breuning, 1963
- Tricholophia Breuning, 1938
- Trichomauesia Dalens, Giuglaris & Tavakilian, 2010
- Trichomecyna Breuning, 1939
- Trichomelanauster Breuning, 1983
- Trichomesosa Breuning, 1938
- Trichomonochamus Breuning, 1953
- Trichonemophas Breuning, 1971
- Trichoniphona Breuning, 1968
- Trichonitocris Breuning, 1961
- Trichonius Bates, 1864
- Trichonyssodrys Gilmour, 1957
- Trichoparmenonta Breuning, 1943
- Trichopenthea Breuning, 1959
- Trichophantasis Sudre & Teocchi, 2000
- Trichopothyne Breuning, 1942
- Trichoprosoplus Breuning, 1961
- Trichopterolophia Breuning, 1960
- Trichorondibilis Breuning, 1960
- Trichorondonia Breuning, 1965
- Trichorsidis Breuning, 1965
- Trichoserixia Breuning, 1965
- Trichosophroniella Breuning, 1959
- Trichostenidea Breuning, 1948
- Trichostenideus Teocchi & Sudre, 2009
- Trichostixis Breuning, 1936
- Trichotithonus Monné, 1990
- Trichotroea Breuning, 1956
- Trichovelleda Breuning, 1970
- Trichozygocera Breuning, 1956
- Tricondyloides Montrouzier, 1861
- Trigonopeplus White, 1855
- Trigonoptera Perroud, 1855
- Tritania Dillon & Dillon, 1945
- Tropanisopodus Tippmann, 1960
- Tropidema Thomson, 1864
- Tropidocoleus Monné, 2009
- Tropidozineus Monné & Martins, 1976
- Tropimetopa Thomson, 1864
- Truncatipochira Breuning, 1963
- Trypanidiellus Monné & Delfino, 1980
- Trypanidius Blanchard, 1847
- Trysimia Pascoe, 1866
- Tuberastyochus Gilmour, 1959
- Tuberculancylistes Breuning, 1964
- Tuberculetaxalus Breuning, 1980
- Tuberculipochira Breuning, 1975
- Tuberculosodus Breuning, 1968
- Tuberculosybra Breuning, 1948
- Tuberenes Breuning, 1978
- Tuberodiadelia Breuning, 1957
- Tuberolamia Breuning, 1940
- Tuberopeplus Breuning, 1947
- Tuberothelais Breuning, 1963
- Tuberozygocera Breuning, 1974
- Tucales Gounelle, 1908
- Tucumaniella Breuning, 1943
- Tulcoides Martins & Galileo, 1990
- Tulcus Dillon & Dillon, 1945
- Tybalmia Thomson, 1868
- Tyloxoles Kriesche, 1927
- Tympanopalpus Redtenbacher, 1868
- Typhlocerus Dillon & Dillon, 1945
- Typocaeta Thomson, 1864
- Typophaula Thomson, 1868
- Tyrinthia Bates, 1866
- Ubytyra Martins & Galileo, 2012
- Udamina Thomson, 1868
- Unaporanga Martins & Galileo, 2007
- Undulatodoliops Breuning, 1968
- Unelcus Thomson, 1864
- Uraecha Thomson, 1864
- Uraechoides Breuning, 1981
- Urangaua Martins & Galileo, 2008
- Urgleptes Dillon, 1956
- Ussurella Danilevsky, 1997
- Valenus Casey, 1891
- Velleda Thomson, 1858
- Velledomimus Breuning, 1959
- Velledopsis Breuning, 1936
- Velora Thomson, 1864
- Veloroides Breuning, 1956
- Veloropsis Breuning, 1969
- Venustus Dillon & Dillon, 1945
- Vespinitocris Breuning, 1950
- Vianopolisia Lane, 1966
- Vitalisia Pic, 1924
- Vittatopothyne Breuning, 1968
- Wernerius Teocchi & al., 2011
- Woytkowskia Lane, 1966
- Xaenapta Pascoe, 1864
- Xenicotela Bates, 1884
- Xenicotelopsis Breuning, 1947
- Xenocallia Galileo & Martins, 1990
- Xenocona Gilmour, 1960
- Xenofrea Bates, 1885
- Xenohammus Schwarzer, 1931
- Xenolea Thomson, 1864
- Xenostylus Bates, 1885
- Xiphohathlia Breuning, 1961
- Xiphotheata Pascoe, 1864
- Xiphotheopsis Breuning, 1961
- Xoes Pascoe, 1866
- Xylariopsis Bates, 1884
- Xylergates Bates, 1864
- Xylergatoides Gilmour, 1962
- Xylomimus Bates, 1865
- Xylorhiza Dejean, 1835
- Xylosybra Breuning, 1939
- Xylotoles Newman, 1840
- Xylotoloides Breuning, 1950
- Xylotribus Audinet-Serville, 1835
- Xynenon Pascoe, 1865
- Yapyguara Galileo & Martins, 2012
- Yimnashana Gressitt, 1937
- Yimnashaniana Hua, 1986
- Zaeera Pascoe, 1865
- Zaeeroides Breuning, 1938
- Zaeeropsis Breuning, 1943
- Zambiana Özdikmen, 2008
- Zaplous LeConte, 1878
- Zeale Pascoe, 1866
- Zeargyrodes Fisher, 1925
- Zelota Gahan, 1902
- Zenicomus Thomson, 1868
- Zikanita Lane, 1943
- Zipoetes Fairmaire, 1897
- Zipoetoides Breuning, 1948
- Zipoetopsis Breuning, 1950
- Zographus Dejean, 1835
- Zorilispe Pascoe, 1865
- Zorilispiella Breuning, 1959
- Zosmotes Pascoe, 1865
- Zosne Pascoe, 1866
- Zotalemimon Pic, 1925
- Zygocera Erichson, 1842
- Zygoceropsis Breuning, 1960
- Zygrita Thomson, 1860